# المملكة المتحدة
ٱلْمَمْلَكَةُ ٱلْمُتَّحِدَةُ أو بِرِيطَانِيَا  رسميًّا ٱلْمَمْلَكَةُ ٱلْمُتَّحِدَةُ لِبِرِيطَانِيَا ٱلْعُظْمَىٰ وَأَيِرْلَنْدَا ٱلشَّمَالِيَّةُ (بالإنجليزية: United Kingdom of Great Britain and Northern Ireland)  هي دولة جزرية ذات نظام ملكي دستوري تقع قبالة الساحل الشمالي الغربي لأوروبا القارية عند الحدود البحرية مع كلٍ من فرنسا وبلجيكا وهولندا. تتكون المملكة المتحدة من جزيرة بريطانيا العظمى التي تضم ويلز وإسكتلندا وإنجلترا والشطر الشمالي من جزيرة أيرلندا والعديد من الجزر الصغيرة. تعد أيرلندا الشمالية القسم الوحيد من المملكة المتحدة ذا الحدود البرية التي تفصلها عن جمهورية أيرلندا، مما يجعل من جزيرة أيرلندا التي تتقاسمها المملكة المتحدة وجمهورية أيرلندا ثالث جزيرة في العالم تتقاسمها دولتان بعد جزيرة هيسبانيولا التي تتقاسمها جمهورية الدومينيكان وهايتي وجزيرة سانت مارتن التي تتقاسمها فرنسا وهولندا. عدا ذلك، تطل المملكة المتحدة على المحيط الأطلسي وبحر الشمال وبحر المانش ومضيق دوفر وما يسمى بالبحر الأيرلندي ويربط نفق المانش إنجلترا بفرنسا عبر مضيق دوفر.
المملكة المتحدة هي دولة جزرية ذات نظام ملكي دستوري، وتعدّ دولة اتحادية بموجب قرار سنة 1800 تتكون من أربع بلدان تأسيسية وهي: إنجلترا وأيرلندا الشمالية واسكتلندا وويلز. يحكمها نظام برلماني وتتمركز حكومة المملكة المتحدة في العاصمة الإنجليزية لندن، لكن هنالك حكومات محلية في كل من بلفاست وكارديف وادنبره وهي عواصم أيرلندا الشمالية وويلز واسكتلندا حكم ذاتي داخلي. تعد كل من بيليفية جيرزي وجزيرة جيرنزي وجزيرة مان وجزر أخرى تابعة لسيادة المملكة المتحدة، هو ما يعني أنها مرتبطة دستوريًا بالمملكة ولكنها ليست جزءاً منها. يخضع للمملكة المتحدة أربعة عشر إقليماً تسمى أقاليم ما وراء البحار البريطانية والتي ليست جزءاً دستورياً من المملكة المتحدة ولديها حكم ذاتي مطلق وتسيير شؤونها بنفسها لكن شؤونها الدفاعية ترجع للمملكة المتحدة. هذه الأراضي من مخلفات الإمبراطورية البريطانية والتي كانت في أوجها في عام 1922 وشملت ما يقرب من ربع مساحة اليابسة في العالم، وأكبر إمبراطورية في التاريخ. لا يزال يلاحظ النفوذ البريطاني في اللغة والثقافة والنظم القانونية في العديد من مستعمراتها السابقة.
المملكة المتحدة من الدول المتقدمة، اقتصادها السادس عالمياً من حيث الناتج المحلي الإجمالي والسادس من حيث تعادل القدرة الشرائية. كما أنها كانت أولى دول العالم تحولاً للمجال الصناعي وكانت تعدّ القوة العظمى الأكبر في العالم خلال القرن التاسع عشر وبداية القرن العشرين. لكن مع التكلفة الاقتصادية والاجتماعية لحربين عالميتين تراجعت الإمبراطورية في النصف الأخير من القرن العشرين مما أدى إلى تقلص دورها القيادي في الشؤون العالمية. لا تزال المملكة المتحدة مع ذلك قوة عظمى ذات نفوذ اقتصادي وثقافي وعسكري وعلمي وسياسي قوي. هي أيضاً من الدول النووية وتمتلك ثالث أو رابع أعلى إنفاق عسكري في العالم وفقاً لطريقة حساب النفقات في 2008.
المملكة المتحدة من الدول الأعضاء في الاتحاد الأوروبي ولكن حزبها المحافظ صوت لانفصال البلاد عنه يوم 22 حزيران 2016 كما أنها عضو دائم في مجلس الأمن وكذلك عضو في الكومنويلث وعضو في مجموعة الثماني ومجموعة العشرين ومنظمة حلف شمال الأطلسي وعضو في منظمة التعاون والتنمية الاقتصادية ومنظمة التجارة العالمية.

## أصل التسمية
تمت صياغة اسم «المملكة المتحدة لبريطانيا العظمى وأيرلندا الشمالية» في عام 1927 بموجب قانون العناوين الملكية والبرلمانية. لأنها تعكس حقيقة فك الارتباط الفعلي مع دولة أيرلندا الحرة التي أنشأت في عام 1922 عقب انفصال جمهورية أيرلندا عن أيرلندا الشمالية بفضل انتصار الثورة الكاثوليكية الرومانية على الحكم البروتستانتي الأنجليكاني، وبقاء أيرلندا الشمالية جزءاً من المملكة المتحدة. وقبل ذلك في عام 1800 كان البرلمان البريطاني في وستمنستر قد أصدر القانون الذي وحد المملكة المتحدة لبريطانيا العظمى وأيرلندا وأصبح القانون نافذاً في عام 1801، وسميت الدولة الجديدة باسم المملكة المتحدة لبريطانيا العظمى وأيرلندا. ويشار أحيانا لمملكة بريطانيا العظمى قبل 1801 باسم «المملكة المتحدة لإنجلترا واسكتلندا».
وجرت العادة في وسائل الإعلام عموما باستخدام تسمية (بريطانية) في إشارة إلى الوزارات والبرلمان والقنصليات. ويشارك الفريق الوطني في الألعاب الأولمبية تحت مسمى بريطانيا العظمى. ويطلق على المواطنين تسمية البريطانيين ويشار إلى سكان انجلترا بالإنجليز على نحوٍ أكثر دقة وكذلك الحال لكل من سكان اسكتلندا بالاسكتلنديين وسكان ويلز بالويلزيين وسكان أيرلندا الشمالية بالأيرلنديين الشماليين، ومع ذلك فإن استخدام مصطلح المملكة المتحدة واضح في الوثائق الحكومية والتسميات الرسمية والمواقع الحكومية على شبكة الإنترنيت أيضا.

## التاريخ

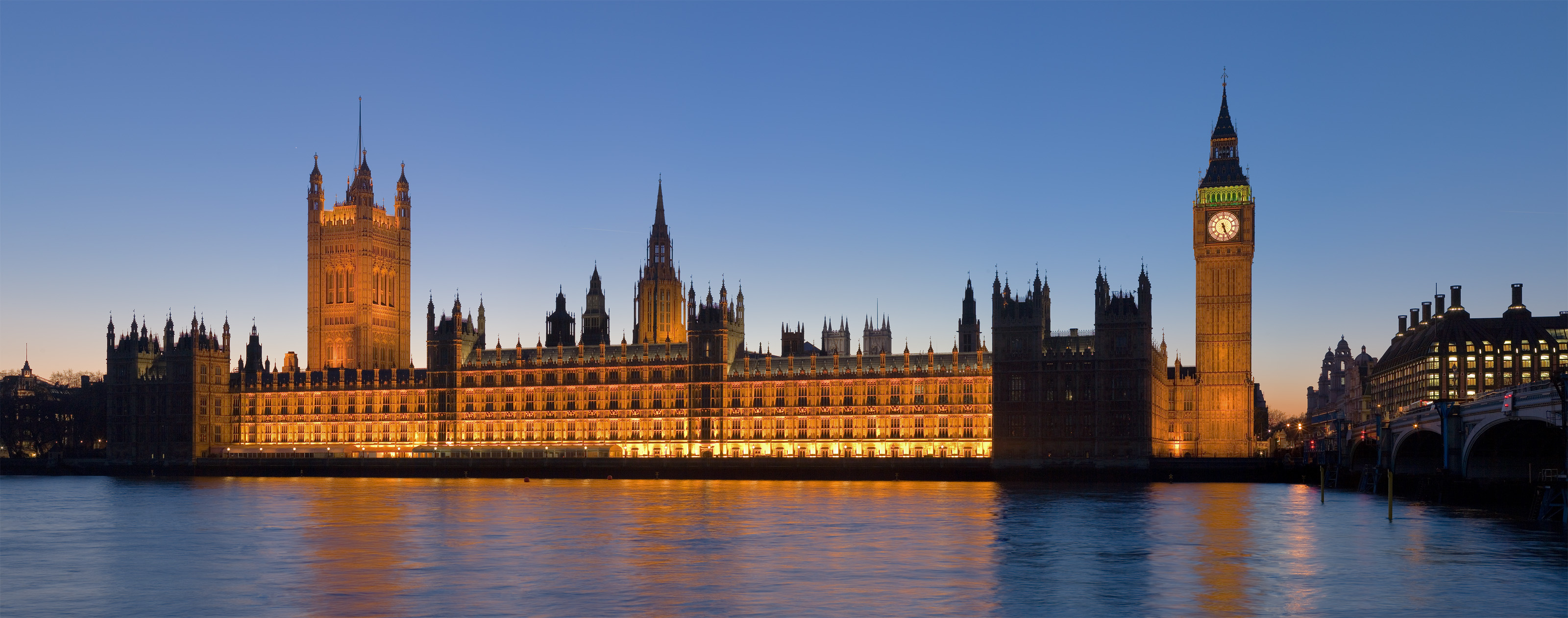
مشهد لقصر وستمنستر في قلب لندن

لعبت المملكة المتحدة دورا مهما في تاريخ العصور الوسطى والعصور الحديثة في كل انحاء العالم من تطوير الأفكار الغربية حول النظام البرلماني، وكذلك في تقديم مساهمات كبيرة في العلوم والأدب والفنون عن طريق إنشاء إمبراطوريتها التي اعتبرها أكثر المؤرخين بالأعظم حجمًا على البر والبحر.

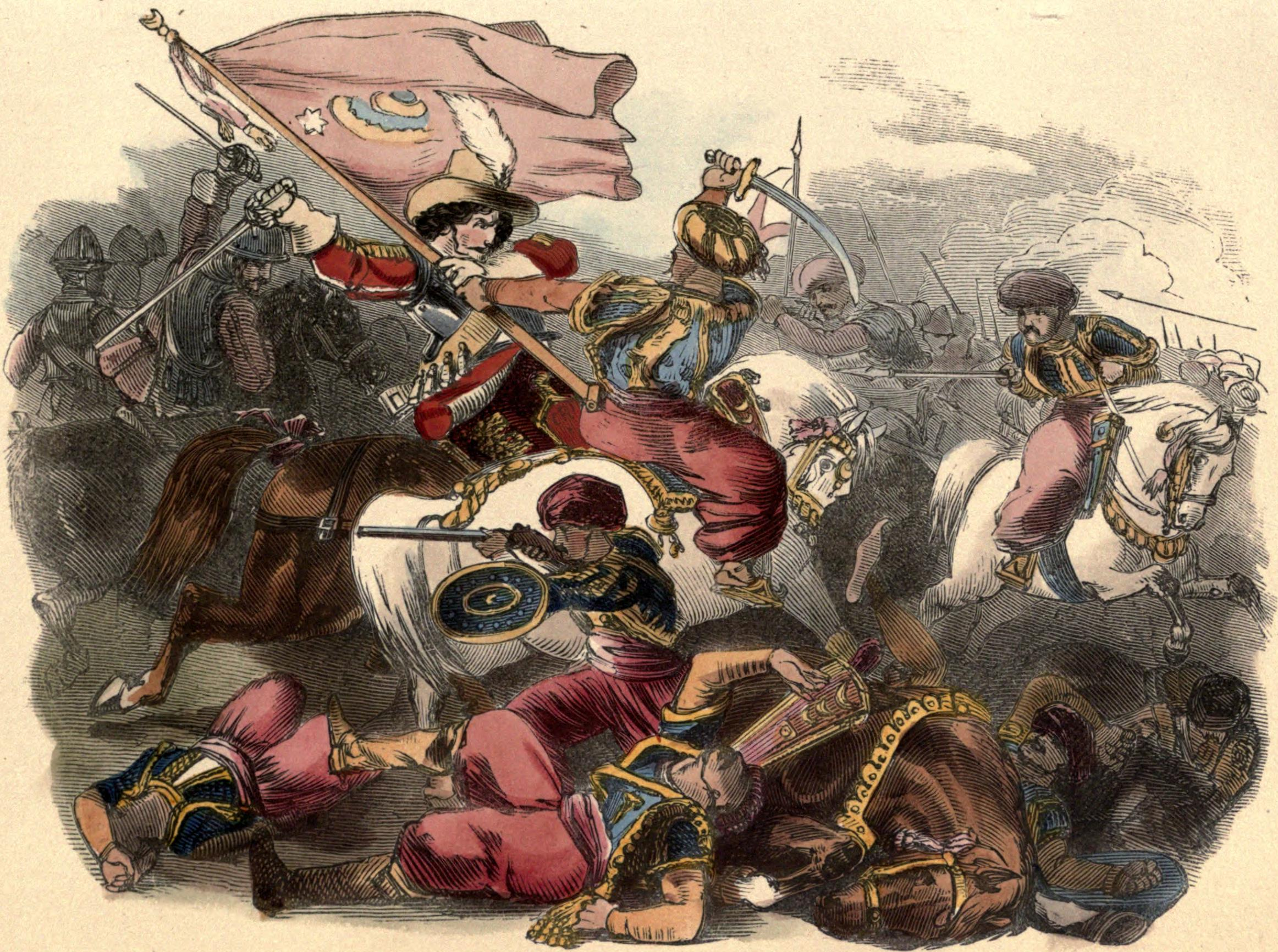
انتهت معركة طنجة بهزيمة الإنجليز أمام المغاربة سنة 1664.

قبل إنشاء المملكة المتحدة، سادت سلطة الممالك التاريخية القائمة حينها على نحو مملكة إنجلترا (بما فيها ويلز) ومملكة أيرلندا ومملكة اسكتلندا. بين القرنين السابع عشر والتاسع عشر جلبت سلسلة الأحداث الإقليمية في هذه الدول إلى اتحاد سياسي وثيق. توحدت انجلترا وأيرلندا واسكتلندا في اتحاد شخصي في اتحاد التيجان في 1603 عندما ورث جيمس السادس ملك اسكتلندا عرش مملكة إنجلترا بعد وفاة الملكة اليزابيث الاولى (الملكة العذراء) دون أن تترك خلفا لها وطالب ملك اسكتلندا بالعرش نظرا لقرابته من الملكة الراحلة، ويعدّ هذا هو النموذج الأول للمملكة المتحدة، ونقل الملك (الذي أصبح اسمه جيمس الأول ملك إنجلترا) بلاطه من ادنبرة إلى لندن على الرغم من انه الممالك الثلاث حافظت على كيانات سياسية مستقلة.
في 1 أيار 1707، تم إنشاء مملكة بريطانيا العظمى من خلال اتحاد سياسي بين مملكة إنجلترا (التي تشمل ويلز) ومملكة اسكتلندا. ويعدّ هذا القانون الذي مرر بالبرلمان الاسكتلندي والإنجليزي هو الشكل الأكثر وضوحاً للمملكة المتحدة من سابقه، لاحقاً وبعد مرور قرن من الزمان، تم دمج مملكة أيرلندا، (خاضعة للسيطرة الإنكليزية منذ عام 1691)، مع مملكة بريطانيا العظمى لتشكيل المملكة المتحدة من بريطانيا العظمى وإيرلندا وقد خاضت المملكة نزاعاً سياسيا وعسكريا في جزيرة أيرلندا للانفصال وفي عام 1922 حصلت جمهورية ايرلندا على سيادة كاملة بينما بقيت أيرلندا الشمالية جزءا من المملكة المتحدة.

### الثورة الصناعية
غيرت الثورة الصناعية خلال القرن الثامن عشر مظاهر الثقافة البريطانية، وكانت الثورة الصناعية التي قادتها المملكة المتحدة قد غذت طموح الإمبراطورية البريطانية وقد كانت المملكة المتحدة وعلى غرار القوى العظمى الأخرى ضالعة في الاستغلال الاستعماري، بما في ذلك تجارة العبيد عبر المحيط الأطلسي، وقد برزت الاختراعات والاكتشافات العلمية نتيجة ترسخ المذهب البروتستانتي الإصلاحي وذلك لأن بريطانيا العظمى استقلت كنسياً عن سلطة بابا الفاتيكان الذي كان يمثل المذهب الكاثوليكي الروماني والتي اُتهِم بمحاربة بعض الأفكار العلمية، وظهرت جراء هذا الاستقلال الديني موجة من الحرية العلمية والثقافية أثناء الثورة الصناعية.

### فترة ما بعد الحروب النابليونية

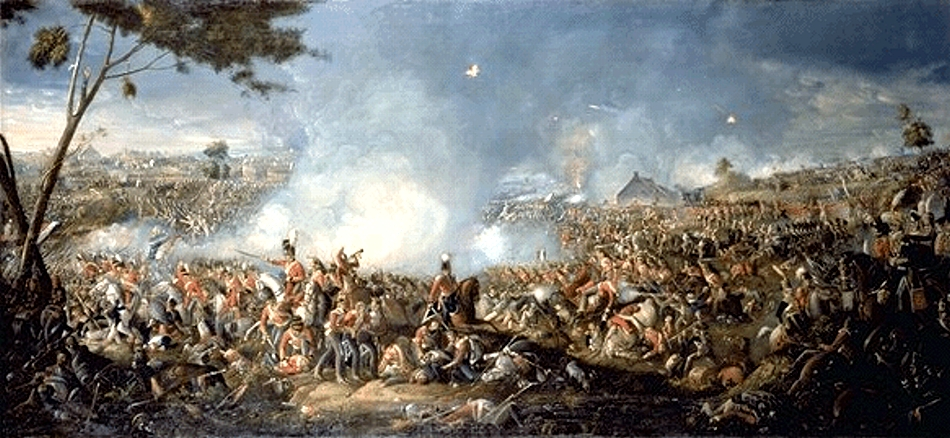
معركة واترلو التي أنهت الحروب النابليونية وبدأت عهد السيطرة البريطانية.

بعد هزيمة فرنسا في الحروب النابليونية، برزت المملكة المتحدة باعتبارها القوة العظمى بحرياً واقتصادياً في القرن التاسع عشر (عُرفت لندن كأكبر مدينة في العالم 1830-1930)، وبقيت قوة بارزة حتى منتصف القرن العشرين.

### القرن العشرين

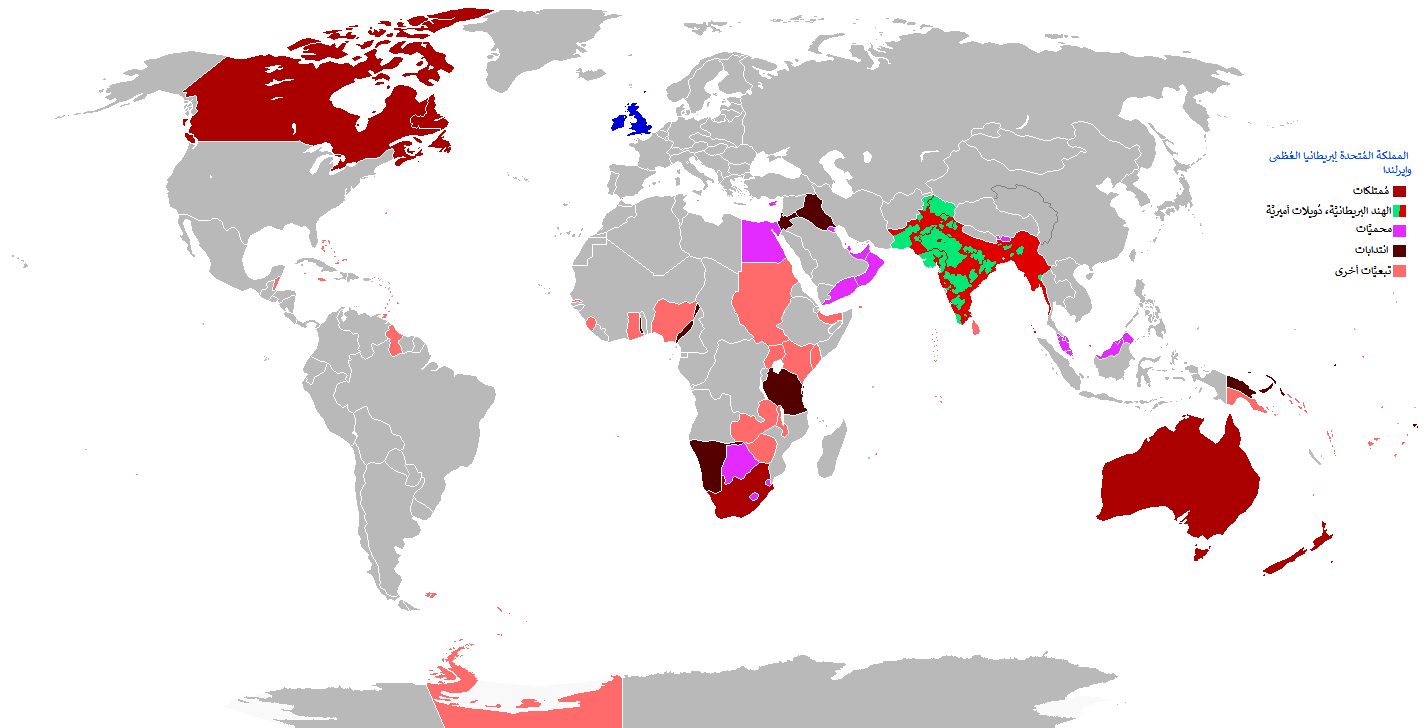
المناطق التي كانت في يوم من الأيام جزءاً من الإمبراطورية البريطانية. أما أقاليم ما وراء البحار البريطانية فهي معلمة باللون الأحمر.

وصلت المملكة المتحدة إلى أقصى اتساعها الإمبراطوري في الحرب العالمية الأولى، وقد كانت بريطانيا واحدة من القوى الكبرى المعارضة لألمانيا وحلفائها في الحرب العالمية الأولى (1914-1918). لعبت القوات الملكية العسكرية دوراً رئيسياً في كافة أنحاء الإمبراطورية العالم وعلى جبهات في مناطق في أوروبا وعلى نحو متزايد على الجبهة الغربية وقد صارعت القوات المسلحة بأكثر من خمسة ملايين عسكري.
عانت الأمة مما يقدر بمليونين ونصف المليون إصابة وانتهت الحرب بديون وطنية كبيرة. بعد انتهاء الحرب وإنشاء عصبة الأمم أعلنت المملكة الانتداب على المستعمرات الألمانية السابقة وأراضي الدولة العثمانية المتهالكة حيث وصلت الإمبراطورية البريطانية إلى أقصاها ويعدّ المؤرخون انها الإمبراطورية الأكبر على الإطلاق، والتي امتدت حينها إلى ما يقارب ربع مساحة اليابسة في العالم وربع سكانه وبسطت سيطرتها على بحار العالم. اثر الحرب حصل الكساد الكبير (1929-1932) في وقت كانت فيه المملكة المتحدة تحتاج إلى التعافي من آثار الحرب مما أدى إلى معاناة واضطرابات سياسية واجتماعية.

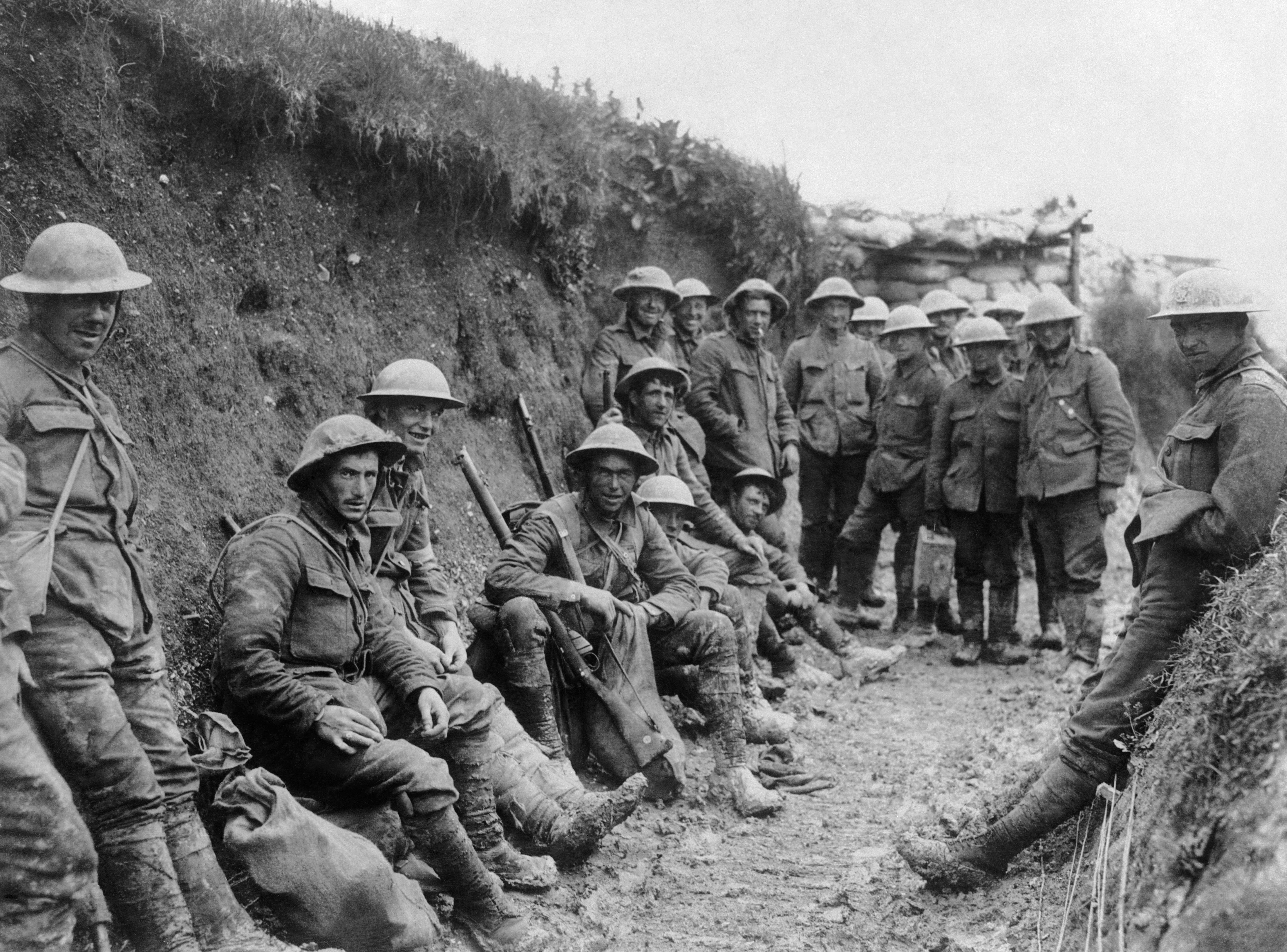
مشاة كتيبة بنادق ألستر الملكية خلال معركة معركة السوم. فقدت المملكة المتحدة أكثر من 885,000 جندي بريطاني في ساحات الحرب العالمية الأولى.

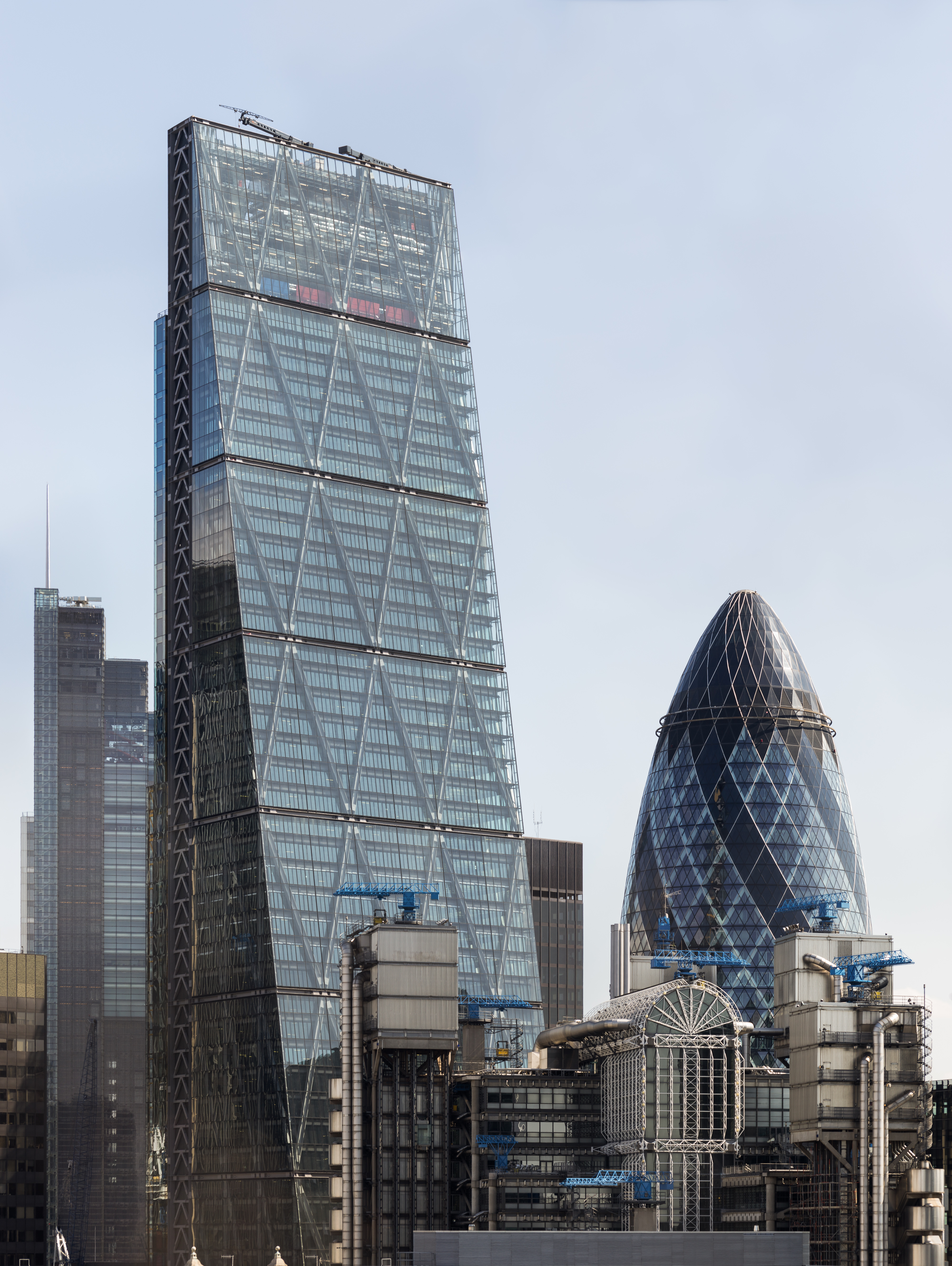
ناطحات سحاب في لندن

كانت المملكة المتحدة واحدة من الحلفاء الرئيسيين في الحرب العالمية الثانية إلى جانب كل من فرنسا والصين وبولندا وغيرها، بعد هزيمة أغلب حلفائها الأوروبيين في السنة الأولى من الحرب، واصلت المملكة المتحدة الحرب ضد ألمانيا النازية منفردة بمواجهة الحملة الجوية المعروفة باسم معركة بريطانيا، وبعد أن أثبتت المملكة المتحدة صمودها، تغيير شكل الحرب لصالح المملكة ودخل حلفاء جدد إلى الحرب مثل الولايات المتحدة الأمريكية والاتحاد السوفيتي ودول عدة من أمريكا الجنوبية والشرق وكانت المملكة المتحدة واحدة من القوى الثلاث الكبرى التي اجتمعت لرسم عالم ما بعد الحرب، الحرب العالمية الثانية خلفت اضرار اقتصادية واسعة في المملكة ومع ذلك، ساهم مشروع مارشال والقروض المكلفة من كل من الولايات المتحدة وكندا في مساعدة المملكة المتحدة على التعافي.
شهدت السنوات التالية للحرب تركيز الدولة على الرعاية الاجتماعية، بما في ذلك نظام الرعاية الصحية الأول من نوعه في العالم. أدى تغيير اتجاهات السياسية للمملكة بعد الحرب العالمية الثانية إلى جلب الكثير من المهاجرين من جميع أنحاء دول الكومنولث وعلى الرغم من انحصار دور المملكة المتحدة بعد الحرب العالمية الثانية على الساحة السياسية العالمية كقوة عظمى، الأمر الذي بدى واضحا خلال حرب السويس في العام 1956 الذي انتهى بانتصار مصر.
بعد فترة من التباطؤ الاقتصادي والعالمي الصناعي في السبعينيات، شهدت الثمانينيات النمو الاقتصادي بسبب عائدات نفط بحر الشمال، مثلت حقبة رئيسة الوزراء مارغريت ثاتشر تغيراً كبيراً في سياسات المملكة المتحدة عن فترة ما بعد الحرب سواء من الناحية الاقتصادية أو السياسية.
المملكة المتحدة واحدة من الأعضاء ال 12 المؤسسين للاتحاد الأوروبي عند إطلاقه في عام 1992 مع التوقيع على معاهدة ماستريخت. قبل ذلك، كانت عضواً في سلف الاتحاد الأوروبي، السوق الأوروبية المشتركة منذ عام 1973. شهدت نهاية القرن العشرين تغييرات مهمة في نظام حكم المملكة المتحدة مع إنشاء الإدارات المحلية في كل من أيرلندا الشمالية واسكتلندا وويلز بعد إجراء استفتاءات شعبية للتمهيد للاعمال التشريعية.

## الجغرافيا

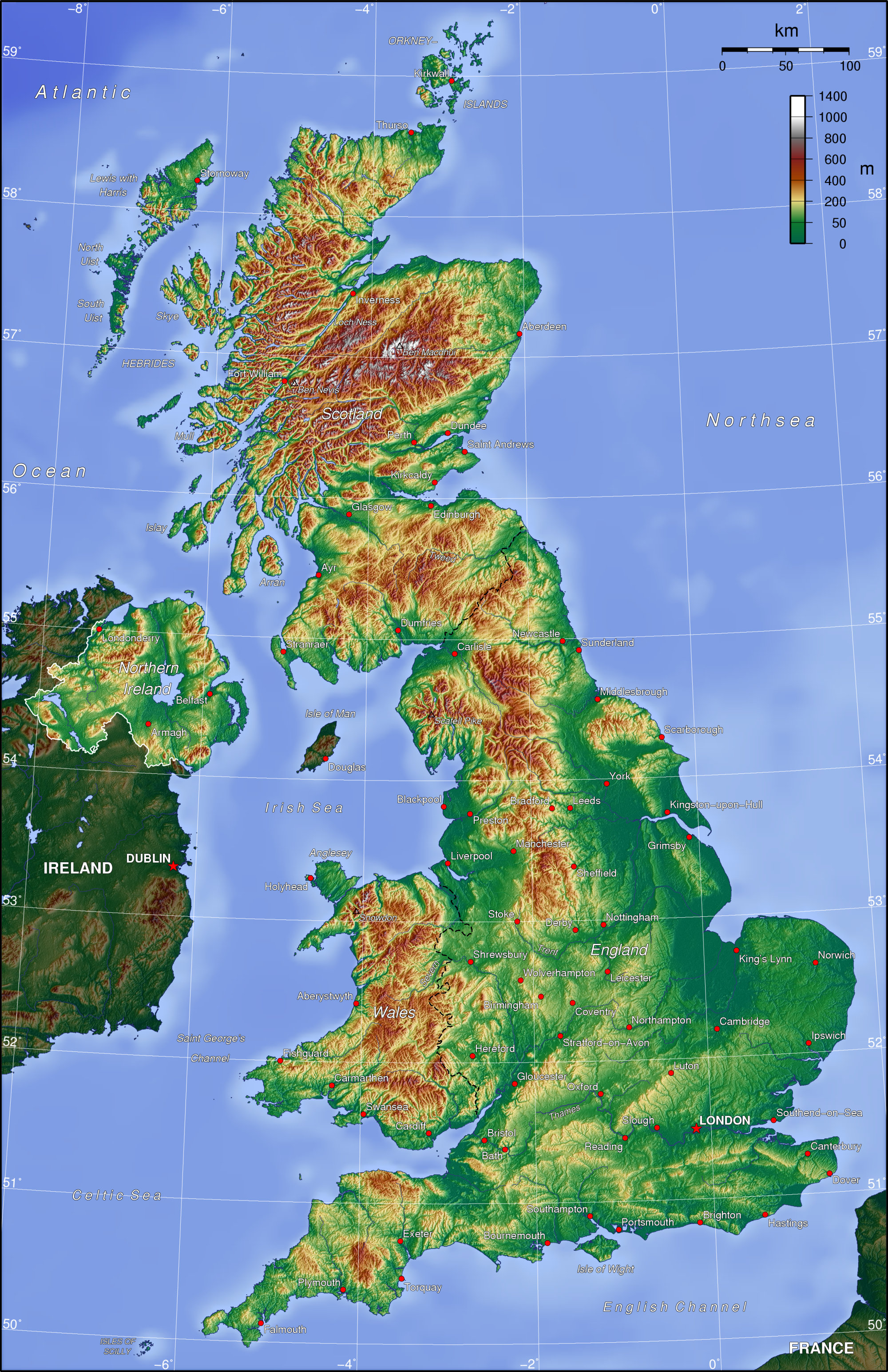
التضاريس في المملكة المتحدة

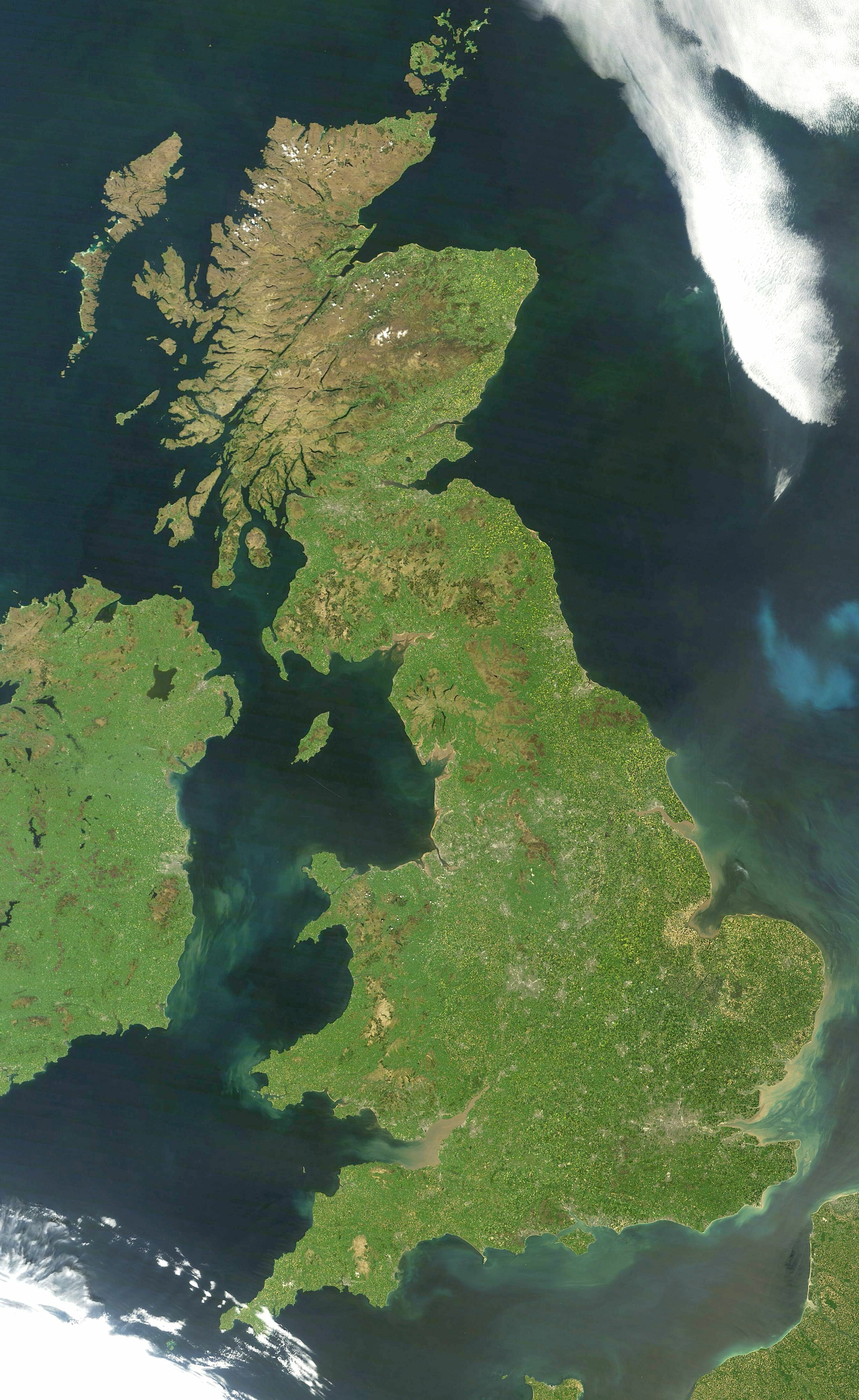
صورة القمر الصناعي للمملكة المتحدة (باستثناء جزر شتلاند)

تقع المملكة المتحدة بين خطي العرض 49° جنوباإلى 61° شمالا، وخطي طول 9 ° غربا إلى 2° درجة شرقا.
وتبعد أيرلندا الشمالية (التي هي جزء من المملكة المتحدة) مسافة كيلومتر واحد من البر الرئيسي للبلاد التي تتشارك أيضاً بحدود برية بطول 360 (224 ميل) مع جمهورية أيرلندا. أما سواحل بريطانيا العظمى البحرية فتمتد على مسافة 17820 كيلومترا (11073 ميل). وترتبط المملكة بـقارة أوروبا بواسطة نفق بحر المانش والذي يمتد بطول 50 كيلومترا من ضمنها 38 كم تحت الماء بحيث يعد بذلك أطول نفق تحت الماء في العالم.
تبلغ المساحة الإجمالية للمملكة المتحدة حوالي 94354 ميلًا مربعًا (244376 كيلومترًا مربعًا )، مع مساحة أرضية تبلغ 93723 ميلًا مربعًا (242741 كيلومترًا مربعًا). تحتل البلاد الجزء الأكبر من أرخبيل الجزر البريطانية وتحتل إنجلترا أكثر من نصف المساحة الإجمالية للبلاد، وتغطي 130395 كيلومتر مربع (50350 ميل مربع). وتتكون معظم المملكة المتحدة من التضاريس المنخفضة، بالإضافة لتضاريس لجبلية تقع شمال غرب خط التيس-أكس وتتضمن هذه المرتفعات كذلك جبال كومبريان في مقاطعة ليك، والتلال الكلسية في منطقة بيك، ودارتمور إكسمور. أما أبرز الأنهار الرئيسية في المملكة المتحدة هي نهر تيمز، وسيفرن، وهامبر. أعلى جبل في إنجلترا هو جبل سكافل بيك (978 متر (3209 قدم)) في منطقة بحيرة.

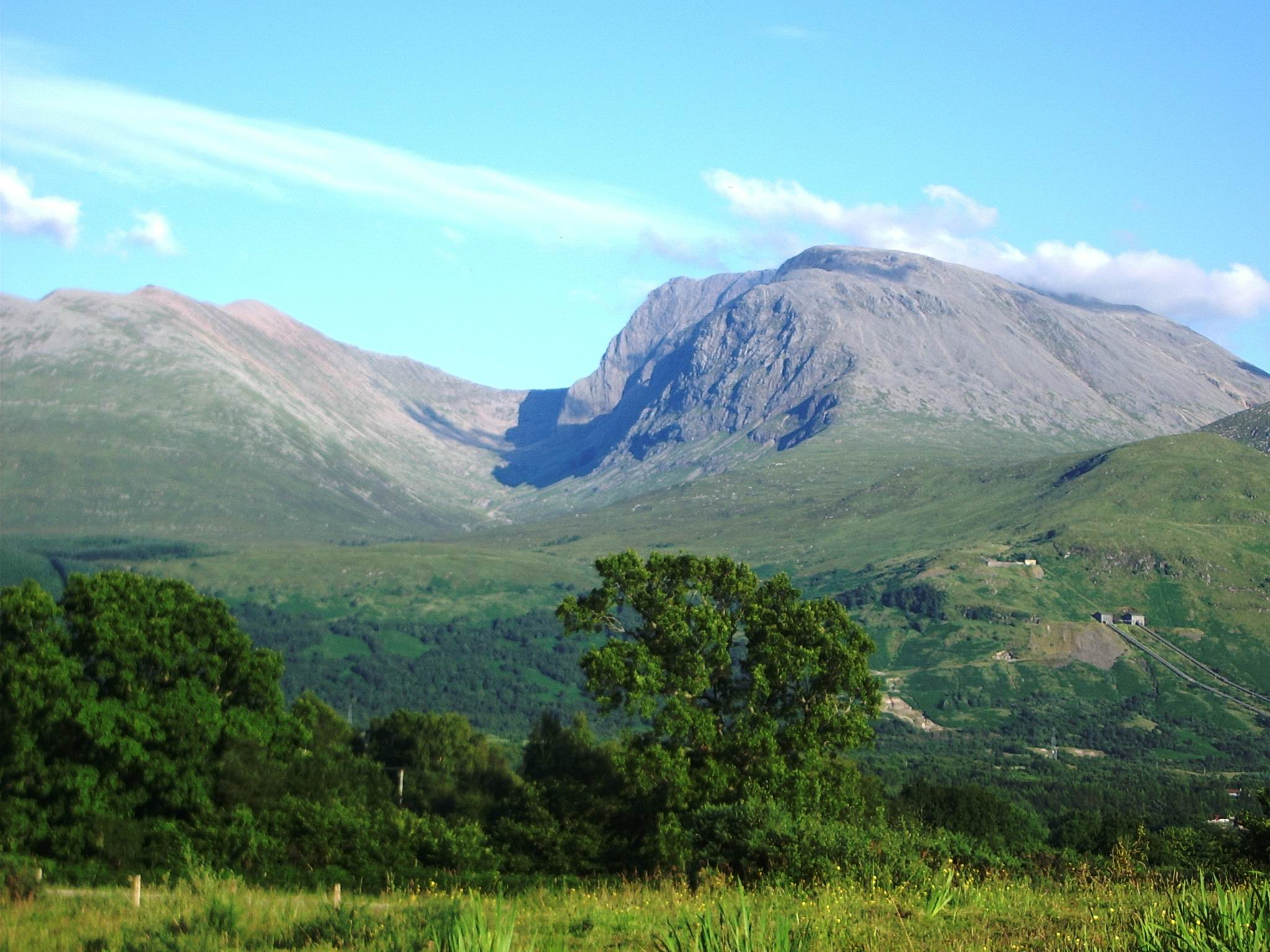
جبل بن نيفيس، في اسكتلندا، هو أعلى نقطة في الجزر البريطانية

تغطي إسكتلندا حوالي الثلث من إجمالي مساحة المملكة المتحدة، بمساحة قدرها 78772 كيلومتر مربع (30410 ميل مربع) وتحتوي على ما يقرب من 800 جزيرة، التي تنتشر في الغالب في غرب وشمال البر الرئيسى، وأبرز هذه الجزر هي هبريدس، جزر أوركني وجزر شتلاند. وتتميز اسكوتلندا بتضاريسها الجبلية المعروفة باسم الـ«هايلند باوندري فولت» والتي تخترق اسكتلندا من الران في الغرب إلى حجرملاذا في الشرق. وتفصل هذه المرتفعات بين منطقتين مختلفتين هما المرتفعات في الشمال والغرب والأراضي المنخفضة في الجنوب والشرق. تعدّ منطقة المرتفعات أكثر وعورة وتحتوي على غالبية الأراضي الجبلية في اسكتلندا، بما في ذلك نيفيس بن الذي في 1343 متر (4406 قدم) هو أعلى نقطة في الجزر البريطانية. المناطق المنخفضة، وخاصة الخصر الضيق من بين المعروف باسم حزام الوسطى، تشكل موطنا لمعظم السكان حيث تقع فيها معظم المدن الرئيسية الاسكوتلاندية حيث تضم غلاسكو كبرى مدن اسكتلندا، وادنبره عاصمة البلاد والوسط السياسي. [بحاجة لمصدر]
تمتد ويلز على مساحة جغرافية تشكل حوالي عشر المساحة الإجمالية للمملكة المتحدة، حيث تغطي 20779 كيلومتر مربع (8020 ميل مربع). ويلز بمعظها ذو طبيعة جبلية، على الرغم من أنها تضم منطقة ساوث ويلز التي تعدّ التضاريس فيها أقل حدة من شمال البلاد. يتمركز الجزء الأكبر من السكان في المناطق الصناعية جنوب ويلز، حيث تتركز معظم الكثافة السكانية في المدن الساحلية ككارديف، وسوانسي، ونيوبورت، والوديان الجنوبية الغربية المحيطة بهم. تنتشر أعلى جبال ويلز في منطقة سنودونيا وتشمل جبل سنودون (الويلزية: ريال Wyddfa). الذي تقع قمته على ارتفاع 1085 متر (3560 قدم)، وتشكل أعلى قمة في ويلز. يوجد في ويلز 15 جبلاً يبلغ ارتفاعهم أكثر من 3,000 قدم (914 م)، وتعرف هذه المجموعة من الجبال باسم الـ3000s الويلزية. تمتد سواحل ويلز البحرية على حوالي 2700 كلم، وهناك عدة جزر قبالة البر الرئيسى وأكبرها هي جزيرة أنجلسي في شمال غرب البلاد.
تمتد أيرلندا الشمالية على مسافة جغرافية بقدر ب14160 كيلومتر مربع (5470 ميل مربع) فقط، وهي في معظمها بلاد جبلية. ويفصل بينها وبين البر الرئيسي البريطاني البحر الأيرلندي وقناة الشمال وتحتوي أيرلندا الشمالية على بحيرة لوغ نيغ (Lough Neagh) التي تنتشر على مساحة 388 كيلومترا مربعا (150 ميل مربع) وهي تعدّ بذلك أكبر بحيرة في الجزر البريطانية من حيث المساحة. وأعلى قمة في أيرلندا الشمالية هي السيف دونادر (Slieve Donard) في جبال مورن يث تصل لارتفاع 852 متر (2795 قدم).

### المناخ
مناخ المملكة المتحدة معتدل، ويتميز بهطول الأمطار الوفيرة على مدار السنة. وتتغير درجات الحرارة حسب فصول السنة حيث تتراوح بين ما دون -11 درجة مئوية (12 درجة فهرنهايت) وصولاً إلى ما فوق 35 درجة مئوية (95 درجة فهرنهايت). الرياح السائدة تهب من الجنوب الغربي التي تحمل معها من المحيط الأطلسي نوبات متكررة من الطقس معتدل والرطب وتضرب هذه الرياح كثيرًا الأجواء الغربية من البلاد التي تسجل أعلى مستويات هطول الأمطار في البلاد بينما تعدّ المناطق الشرقية أكثر جفافاً. تؤثر تيارات الأطلسي بالبلاد فتجلب الشتاء الرطب وخصوصاً في غرب البلاد أما في الصيف فتعدّ مناطق الجنوب الشرقي هي الأكثر دفئاً بسبب قربه من البر الرئيسي الأوروبي في الجنوب أما المناطق المرتفعة في شمال البلاد فتشهد هطولاً للثلوج.

## السياسة
المملكة المتحدة هي دولة اتحادية تحت نظام ملكي دستوري، ومنذ عام 2022 والملك تشارلز الثالث هو رأس الدولة في المملكة المتحدة، فضلا عن 15 دولة مستقلة من دول الكومنولث. الملك لديه «الحق في أن يستشار، والحق في تشجيع، والحق في تحذير». ودستوريا المملكة المتحدة لديها دستور غير مدون، ودستور المملكة المتحدة هو مجموعة من القوانين والاعراف المتداولة عبر التاريخ، كما لا يوجد فارق تشريعي بين القوانين العادية والقانون الدستوري في تشريعات المملكة المتحدة حيث يمكن أن يعلن الإصلاح الدستوري عن طريق تمرير القوانين ببساطة على البرلمان.

### الحكومة
المملكة المتحدة لديها حكومة برلمانية تقوم على نظام وستمنستر الذي يحتذى في جميع أنحاء العالم، إرث الإمبراطورية البريطانية. البرلمان في المملكة المتحدة أن يجتمع في قصر وستمنستر لديه مجلسين؛ مجلس العموم المنتخب؛ ومجلس اللوردات المعينين من الملك أو الملكة، وأي تمرير مشروع القانون يتطلب الموافقة الملكية ليصبح قانونا.
أما منصب رئيس وزراء المملكة المتحدة فهو عضو في برلمان المملكة المتحدة الذي يتمكن من الحصول على الثقة من أغلبية الأعضاء، وعادة زعيم لأكبر حزب سياسي هو الذي يشكل الحكومة. ويُعين رسمياً رئيس الوزراء ومجلس الوزراء من قبل الملك لتشكيل الحكومة، على الرغم من أن الأختيار من حق رئيس الوزراء، من خلال التوافق، والملكة تحترم اختيارات رئيس الوزراء.

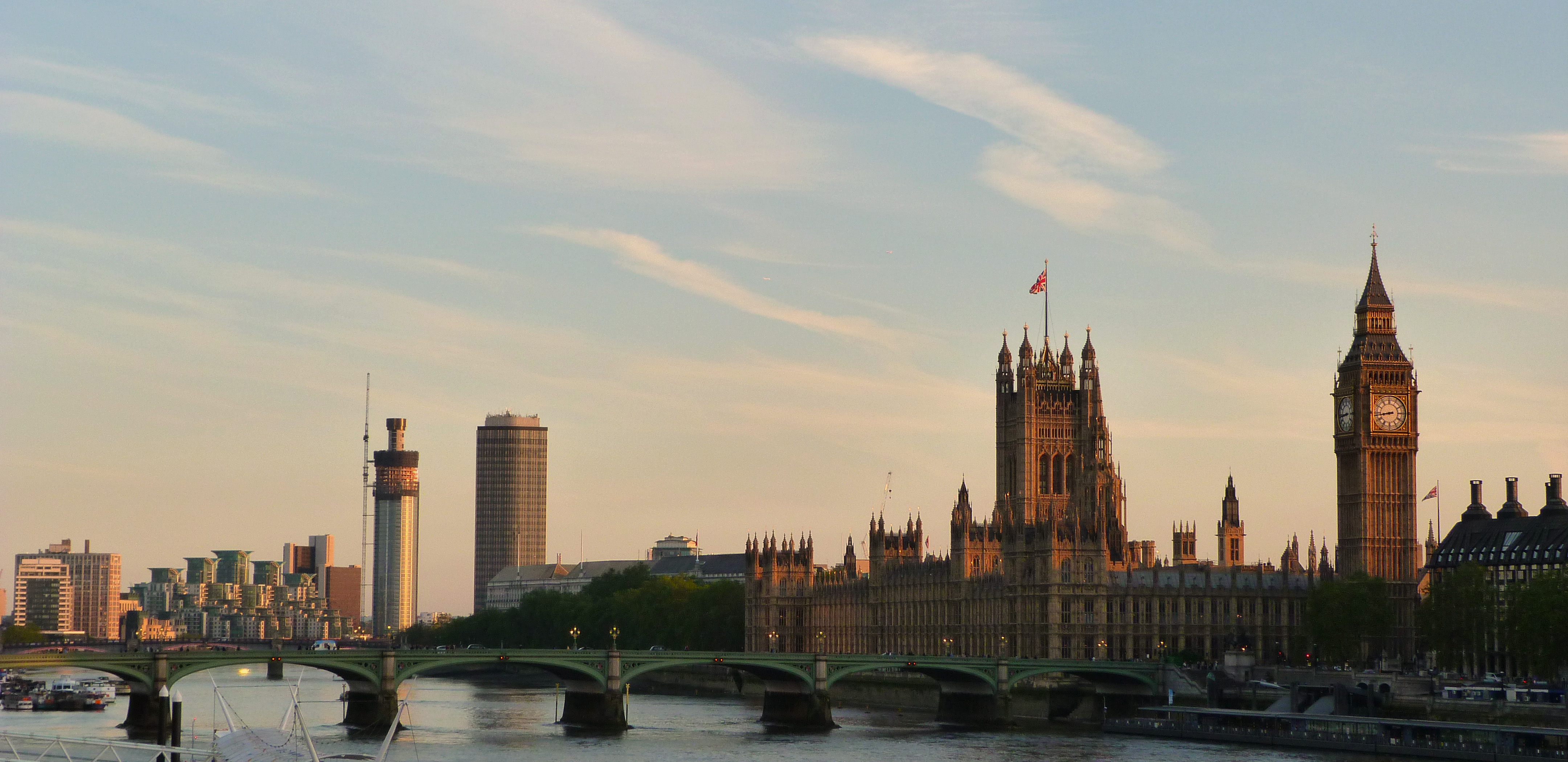
قصر وستمنستر، مقر مجلسي برلمان المملكة المتحدة

وتوجه عادة للوزراء الدعوة من أعضاء حزب رئيس الوزراء في كلا المجلسين التشريعي، ومعظمهم من مجلس العموم، وتمارس السلطة التنفيذية من رئيس مجلس الوزراء ومجلس الوزراء، ويقسم كل منهم بالولاء للملكة، وكان بوريس جونسون قد تولى الرئاسة منذ 24 يوليو 2019.
في المملكة المتحدة ثلاثة أحزاب سياسية رئيسية هي حزب المحافظين وحزب العمال وحزب الديمقراطيين الليبراليين. خلال الانتخابات العامة لعام 2010 فازت هذه الأحزاب الثلاثة 622 من أصل 650 مقعدا المتاحة في مجلس العموم.
وفي انتخابات البرلمان الأوروبي المملكة المتحدة لديها حاليًا 72 أعضاء البرلمان الأوروبي.

### الإدارات المخولة

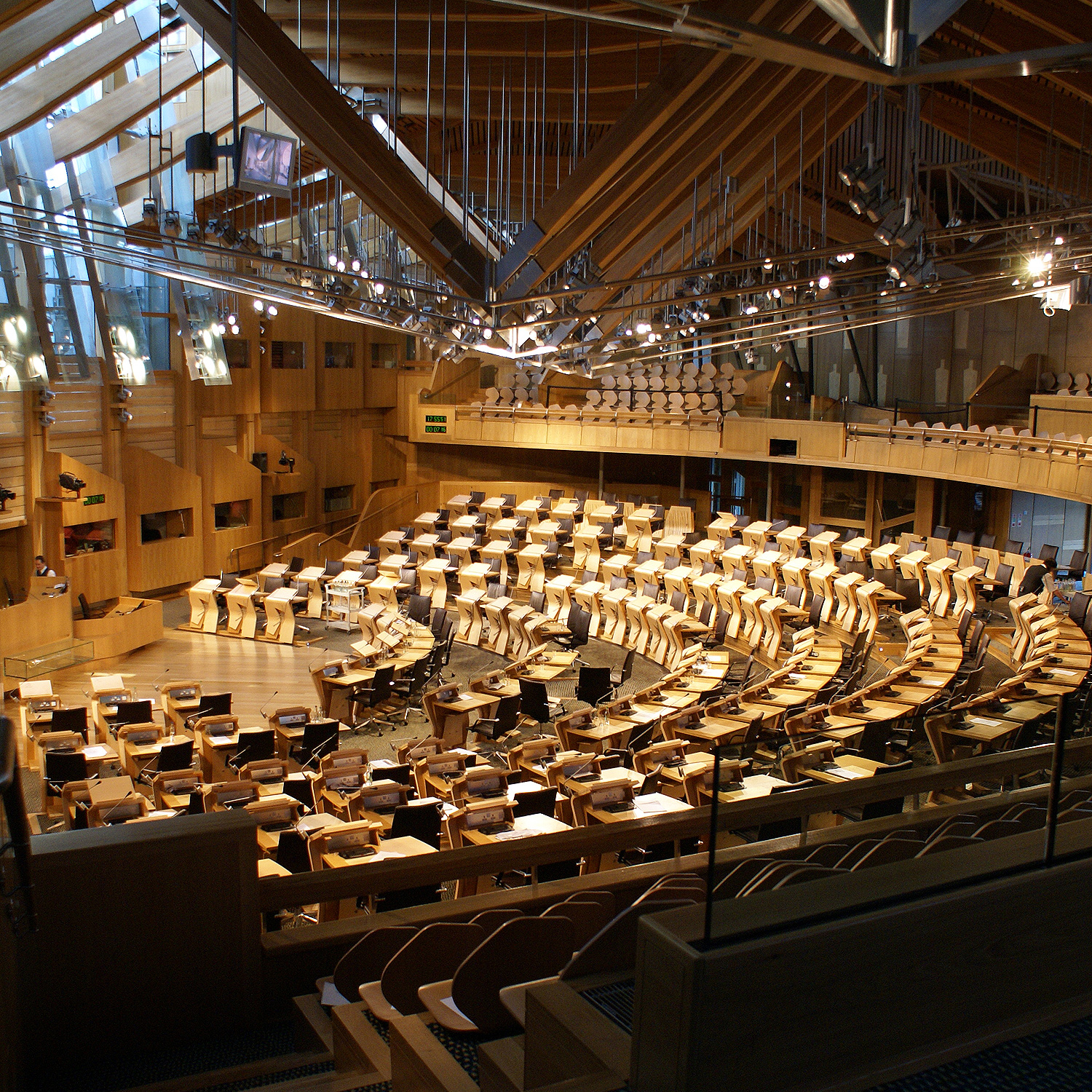
مبنى البرلمان الاسكتلندي في هوليرود أدنبرة

اسكتلندا وويلز وأيرلندا الشمالية لدى كل منا حكومتهم أو سلطاتهم التنفيذية الخاصة، التي يقودها وزير أول، ومجلس تشريعي يمثل السلطة التشريعية. وإنكلترا هي أكبر بلد في المملكة المتحدة ومع ذلك لا يوجد فيها سلطة تنفيذية أو السلطة التشريعية وآلية إدارتها وتشريعاتها تصدر مباشرة من قبل الحكومة وبرلمان المملكة المتحدة على مستوى جميع القضايا. ونظرا لهذا الوضع أدى إلى ظهور ما يسمى مسألة لوثيان الغربية التي تتعلق بأن أعضاء البرلمان من اسكتلندا وويلز وأيرلندا الشمالية يقومون بالتصويت بخصوصيات إنجلترا،
الحكومة الاسكتلندية والبرلمان لديهما سلطات واسعة النطاق على أي مسألة بدون حدود، بما في ذلك التعليم والرعاية الصحية والقانون الاسكتلندي ومراقبة الحكومة المحلية. ومع ذلك طالبت الأسكتلنديون بالإستقلال التام عن المملكة المتحدة، وتم طرح تصويت في عام 2014 للشعب ورفض بفارق ضئيل، وفي انتخابات 2011 فاز الحزب الوطني الاسكتلندي لاعادة انتخابه وحقق أغلبية مطلقة في البرلمان الاسكتلندي، مع زعيمه اليكس سالموند، والوزير الأول في اسكتلندا.
الحكومة الويلزية والجمعية الوطنية أ لويلز تسعى للحصول على مزيد من الصلاحيات كتلك التي آلت إلى اسكتلندا.
وأيرلندا الشمالية لديها سلطة تنفيذية وجمعية تشريعية، لديهما صلاحيات أقرب إلى تلك التي انتقلت بالفعل إلى اسكتلندا. ويرأس السلطة التنفيذية من قبل (الحزب الاتحادي الديمقراطي)، و (شين فين) الوزير الأول ونائب الوزير الأول على التوالي.
المملكة المتحدة ليس لديها دستور مدون والمسائل الدستورية ليست من بين القوى آلت إلى اسكتلندا، ويلز أو أيرلندا الشمالية. وفقا لمبدأ السيادة البرلمانية، ويمكن للبرلمان المملكة المتحدة، من الناحية النظرية، لذلك، إلغاء البرلمان الاسكتلندي، والجمعية الوطنية الويلزية أو جمعية إيرلندا الشمالية. وبالفعل، في عام 1972، والبرلمان في المملكة المتحدة من جانب واحد فض هذا الدور في برلمان أيرلندا الشمالية، أن يشكل ذلك سابقة ذات الصلة المعاصرة المؤسسات المفوضة. وفي الممارسة العملية، والظروف التي برلمان المملكة المتحدة ستلغي نقل نظرا للقيود السياسية التي خلقتها قرارات الاستفتاء غير واضحة. والقيود السياسية المفروضة على السلطة والبرلمان في المملكة المتحدة إلى تتداخل مع التنازل عن السلطة في أيرلندا الشمالية هي أكبر مما كانت عليه في ما يتعلق اسكتلندا وويلز، بالنظر إلى أن التنازل عن السلطة في أيرلندا الشمالية تقع على عاتق اتفاق دولي مع حكومة أيرلندا.

### التقسيمات الإدارية

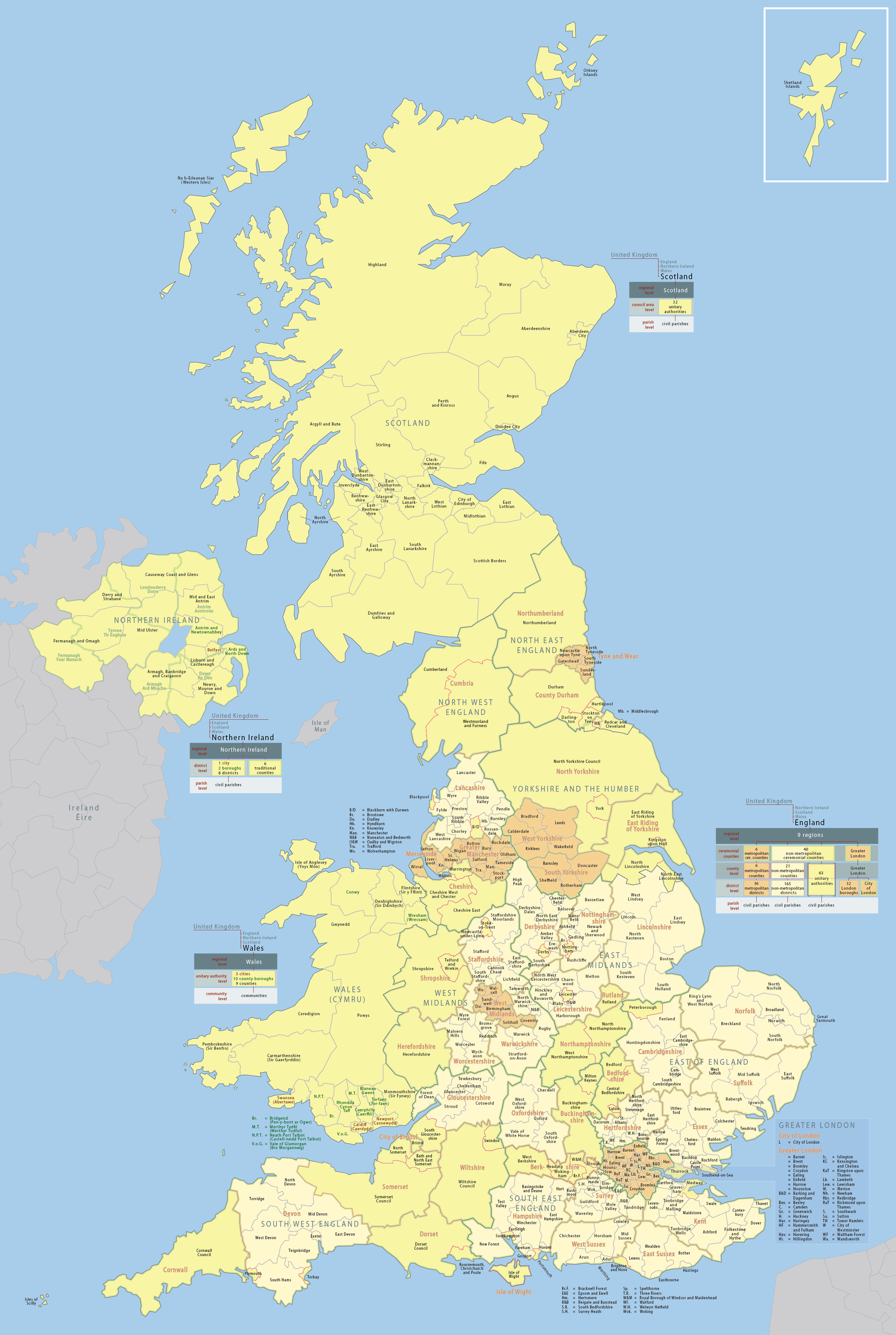
الوحدات الإدارية للمملكة المتحدة

كل بلد من بلدان المملكة المتحدة لديه نظام خاص لتقسيماته الإدارية، والتي غالبا تعود إلى فترات سابقة لتاريخ تشكيل للمملكة المتحدة نفسها. وبالتالي «ليس هناك شكل موحد من التقسيمات الإدارية في المملكة المتحدة». حتى القرن الـ19 كان لم يكن هناك من تغييرات تذكر على هذه التقسيمات، ولكن منذ ذلك الحين أصبح هناك تطوير متلاحق لهذه التقسيمات وطريقة إدارتها.

المملكة المتحدة

تنظيم الحكومة المحلية في انكلترا هي معقد، حيث يعود توزيع الوظائف والصلاحيات المختلفة وفقا لترتيبات محلية. وويعدّ سن القوانين التي تلتزم بها الحكومة المركزية في إنجلترا من صلاحيات برلمان المملكة المتحدة حيث لا تمتلك وإنجلترا برلمان خاص بها على شاكلة باقي مناطق المملكة. التقسيمات الإدارية الأساسية في إنجلترا هي تسع مناطق التي تضم مكاتب الحكومية والاتحاد الأوروبي. منطقة واحدة وهي لندن الكبرى، لديها جمعية منتخبة مباشرة ورئيس للبلدية منذ عام 2000 وذلك بعد دعم شعبي لطرح استفتاء حول صلاحيات أكبر للمجلس المحلي فيها. وكان من الواضح وقتها التوجه إلى إعكاء مناطق أخرى أيضا الحرية لتشكيل مجالس لقليمية منتخبة خاصة بها ولكن تم رفض هذا المقترح في المنطقة الشمالية الشرقية في استفتاء نظم في عام 2004 وتوقفت هذه الفكرة وقتها. تحت مستوى المنطقة إنجلترا لديها مجالس المقاطعات ومجالس المقاطعات إما أو سلطات لندن وحدوي والذي يتكون من ضواحي لندن 32. ويتم انتخاب أعضاء المجلس من قبل النظام لأول الماضي دون وآخر في أحد عنابر عضو أو من قبل نظام تعدد متعددة الأعضاء في عنابر متعددة الأعضاء.
أما الحكومة المحلية في اسكتلندا فتنقسم على أساس من 32 منطقة، مع تباين واسع في كل من الحجم وعدد السكان في كل منها. مدن غلاسكو وادنبره وابردين ودندي تمتلك كجالس منفصلة كما هو الحال في مجلس المرتفعات التي تضم ثلث مساحة اسكتلندا 200,000 من السكان فقط. تتم الإدارة في السلطات المحلية من قبل المجالس المنتخبة. 1222 وتكون كل دفع الرواتب لبعض الوقت. وتجرى الانتخابات عن طريق التصويت للتحويل واحدة متعددة الأعضاء في عنابر أن ينتخب إما ثلاثة أو أربعة مستشارين. كل ينتخب المجلس رئيس المجلس، أو منظم، لحضور اجتماعات رئيس المجلس، والعمل على أنه شخصية رئيسية في المنطقة. أعضاء المجلس تخضع لمدونة قواعد السلوك القسري من قبل لجنة معايير لاسكتلندا. وجمعية ممثل السلطات المحلية في اسكتلندا هي اتفاقية للسلطات المحلية الاسكتلندية.
الحكومة المحلية في ويلز ويتكون من 22 سلطات وحدوي. وتشمل هذه المدن من كارديف، وسوانسي، ونيوبورت والتي هي السلطات وحدوي في حد ذاتها. وتجري الانتخابات مرة كل أربع سنوات في ظل نظام الفائز الأول في ما بعد. وجرت آخر انتخابات مايو 2008. الويلزية رابطة الحكومات المحلية تمثل مصالح السلطات المحلية في ويلز.
الحكومة المحلية في أيرلندا الشمالية، منذ عام 1973، تم تنظيمها في مجالس المقاطعات 26، ينتخب كل منهم عن طريق الاقتراع الفردي القابل للتحويل. وتقتصر سلطاتها على خدمات مثل جمع النفايات والكلاب السيطرة، والحفاظ على الحدائق والمقابر. في 13 مارس 2008 السلطة التنفيذية وافقت على الاقتراحات الرامية إلى إنشاء 11 مجالس جديدة واستبدال النظام الحالي. إن الانتخابات المحلية القادمة وتأجلت حتى عام 2011 لتسهيل ذلك.

### التبعيات

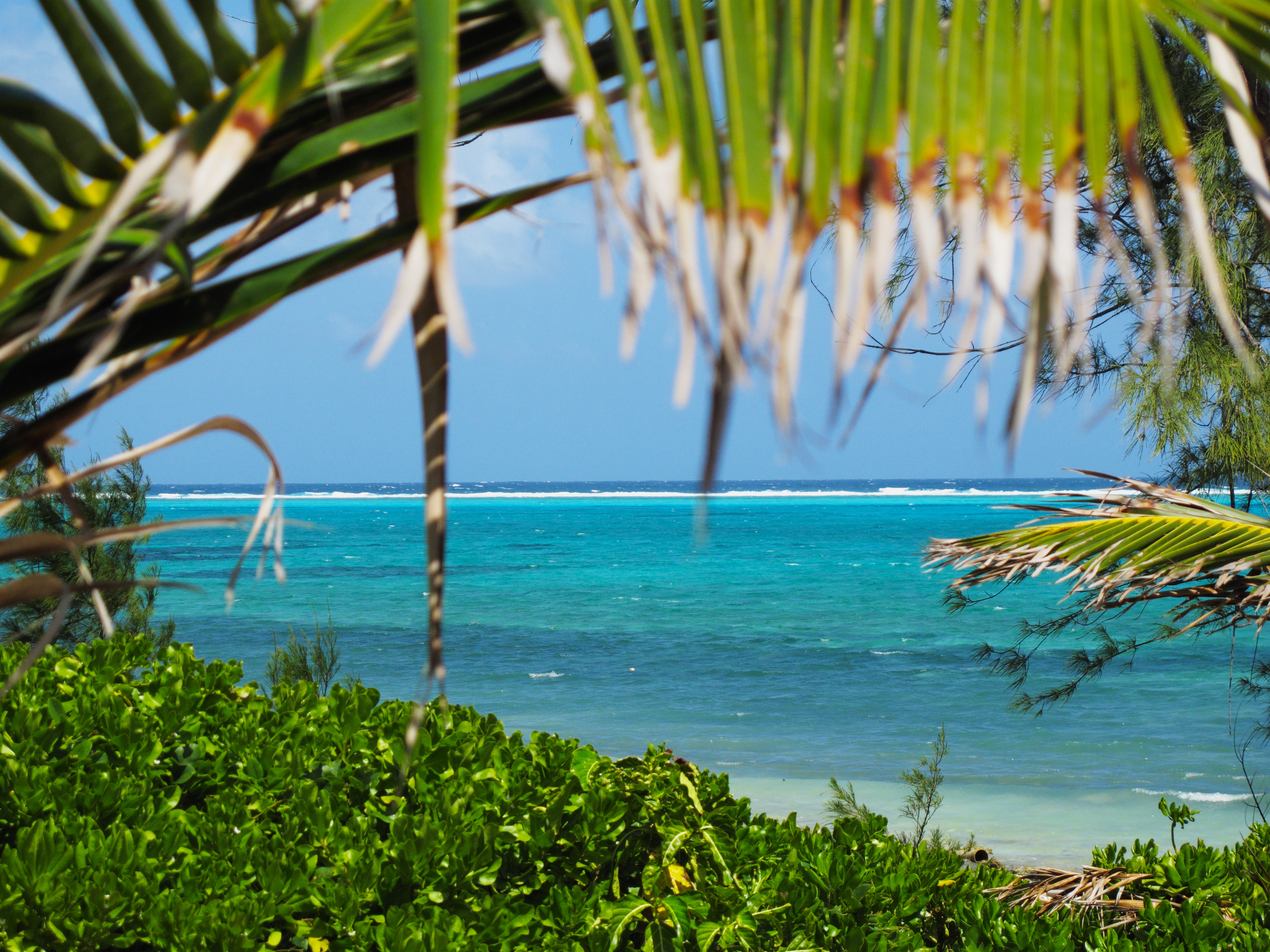
وبالنظر إلى البحر الكاريبي من جزر كايمان، واحدة من مراكز العالم لقبل كل شيء المالية الدولية والوجهات السياحية.

المملكة المتحدة لديها السيادة على 17 الأقاليم التي لا تشكل جزءا من المملكة المتحدة نفسها: 14 أقاليم ما وراء البحار البريطانية وثلاثة من الأقاليم التابعة للتاج.
في 14 أقاليم ما وراء البحار البريطانية هي: أنغويلا، برمودا، المقاطعة البريطانية بالقارة القطبية الجنوبية، إقليم المحيط الهندي البريطاني، جزر العذراء البريطانية، جزر كايمان، جزر فوكلاند، جبل طارق، مونتسيرات،إقليم سانت هيلانة وتوابعه (سانت هيلانة، أسينشين وتريستان دا كونا)؛ جزر توركس وكايكوس، جزر بيتكيرن، جورجيا الجنوبية وجزر ساندويتش الجنوبية؛. ومناطق القاعدة السيادية في قبرص. ليست مطالب البريطانية في القارة القطبية الجنوبية المعترف بها عالميا. تشمل مساحة اليابسة لمجمل الأراضي البريطانية في الخارج ما يُقارب 1 727 415 كم2 ويبلغ عدد سكانها حوالي 260,000 نسمة. وهي من بقايا الإمبراطورية البريطانية وعدة قد صوت على وجه التحديد أن تبقى الأراضي البريطانية (برمودا في عام 1995، وجبل طارق في عام 2002). [بحاجة لمصدر]
التابعة للتاج البريطاني وممتلكات من ولي العهد، خلافا لأقاليم وراء البحار في المملكة المتحدة. وتضم الجزيرة قناة بيليفية من جيرسي وغيرنسي في بحر المانش وجزيرة مان في البحر الأيرلندي. أن تكون السلطات القضائية تدار بشكل مستقل فهي لا تشكل جزءا من المملكة المتحدة أو الاتحاد الأوروبي، على الرغم من أن حكومة المملكة المتحدة تدير شؤونها الخارجية والدفاع والبرلمان في المملكة المتحدة لديها سلطة التشريع نيابة عنهم. القدرة على تمرير التشريعات التي تؤثر على هذه الجزر في نهاية المطاف تقع على عاتق المجالس التشريعية الخاصة بكل منها، مع موافقة من ولي العهد (مجلس الملكة الخاص، أو في حالة من جزيرة آيل أوف مان، في ظروف معينة ونائب الحاكم). ومنذ 2005 من كل تبعية ولي العهد وكان رئيس الوزراء رئيس الحكومة.

### القانون والعدالة الجنائية

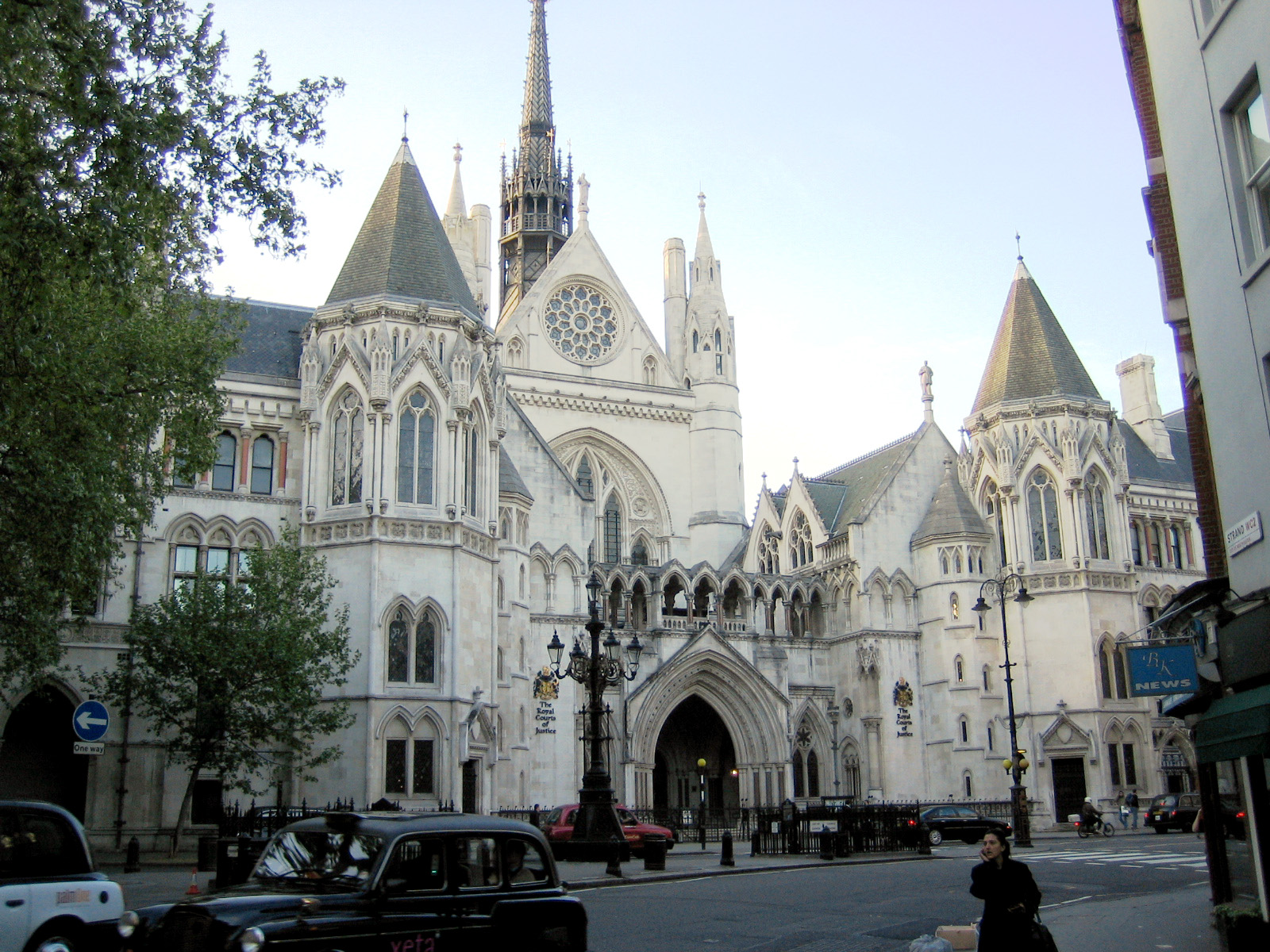
في محاكم العدل الملكية وانكلترا وويلز

المملكة المتحدة ليس لديها نظام قانوني واحد، كما تنص المادة 19 من معاهدة 1706 من الاتحاد ينص على استمرار نظام اسكتلندا قانونية منفصلة. اليوم في المملكة المتحدة لديها ثلاثة أنظمة مختلفة من القانون: القانون الإنجليزي، وقانون أيرلندا الشمالية، والقانون الاسكتلنديين. محكمة عليا جديدة من المملكة المتحدة إلى حيز الوجود في أكتوبر 2009 ليحل محل لجنة الاستئناف في مجلس اللوردات. اللجنة القضائية التابعة لمجلس الملكة الخاص، بما في ذلك أعضاء نفس المحكمة العليا، هو أعلى محكمة استئناف في العديد من دول الكومنولث المستقلة، والأقاليم البريطانية فيما وراء البحار، والأقاليم التابعة للتاج. [بحاجة لمصدر]
وتقوم كل من القانون الإنكليزي، والذي ينطبق في انكلترا وويلز، وأيرلندا الشمالية القانون على مبادئ القانون العام. إن جوهر القانون العام هو أن يخضع لقانون، يتم وضع القانون من قبل القضاة في المحاكم، وتطبيق النظام الأساسي، سابقة والحس السليم على الوقائع المعروضة عليها لإعطاء تفسير الأحكام للمبادئ القانونية ذات الصلة، والتي ذكرت وملزمة في حالات مماثلة في المستقبل (ما سبق اقراره). ويرأس محاكم انكلترا وويلز من قبل المحاكم العليا في انكلترا وويلز، ويتألف من محكمة الاستئناف، ومحكمة العدل العليا (في القضايا المدنية)، ومحكمة الجنايات (للقضايا جنائية). المحكمة العليا هي أعلى محكمة في البلاد لقضايا الاستئناف الجنائية والمدنية في انكلترا وويلز، وأيرلندا الشمالية واتخاذ أي قرار يجعل هو ملزم على كل محكمة أخرى في نفس الاختصاص، وكان غالبا ما يكون تأثير مقنع في ولايات قضائية أخرى.

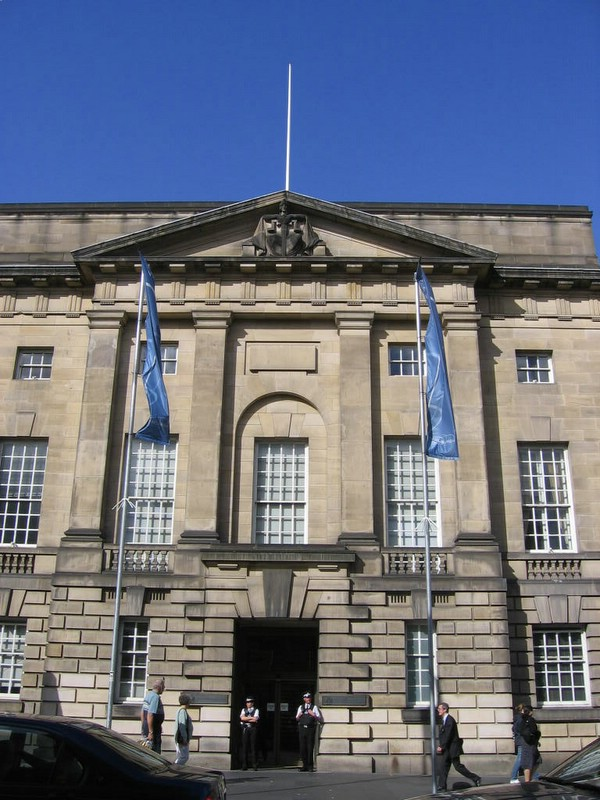
في محكمة الجنايات العليا - في العليا المحكمة الجنائية اسكتلندا.

الاسكتلنديين القانون هو نظام هجين على حد سواء على أساس القانون ومبادئ مشتركة القانون المدني. رئيس المحاكم هي المحكمة من الدورة، في القضايا المدنية، ومحكمة الجنايات العليا، فيما يتعلق بالقضايا الجنائية. وكانت المحكمة العليا في المملكة المتحدة هي بمثابة أعلى محكمة استئناف في القضايا المدنية بموجب القانون الاسكتلندي. المحاكم شريف التعامل مع معظم الحالات المدنية والجنائية بما في ذلك إجراء المحاكمات الجنائية مع هيئة محلفين، والمعروفة باسم محكمة شريف رسمي، أو مع شريف وهيئة المحلفين لا، والمعروفة باسم المحكمة ملخص شريف. النظام القانوني الإسكتلندي هي فريدة من نوعها في وجود ثلاثة الاحكام المحتملة لمحاكمة جنائية: «مذنب»، «غير مذنب» و«ثبت» لا. على حد سواء نتيجة «غير مذنب» و«ثبت» لا في حكم بالبراءة دون إمكانية إعادة المحاكمة.
تزايد معدلات الجريمة في انكلترا وويلز في الفترة بين عامي 1981 و1995، على الرغم من ذلك منذ الذروة كان هناك انخفاض إجمالي من 48% في جريمة 1995 حتي 08/2007, وفقا لإحصاءات الجريمة. وقد تضاعف عدد نزلاء السجون في انكلترا وويلز تقريبا خلال الفترة نفسها، إلى أكثر من 80,000، وإعطاء إنجلترا وويلز أعلى معدل للحبس في أوروبا الغربية على 147 لكل 100,000. صاحبة الجلالة مصلحة السجون، التي ترفع تقاريرها إلى وزارة العدالة، ويدير معظم السجون في انكلترا وويلز. سقطت الجريمة في اسكتلندا إلى مستوى أدنى مستوياته المسجلة منذ 32 عاما في عام 2009/10، التي تراجعت 10 في المئة. وفي الوقت نفسه سكان اسكتلندا السجن، في أكثر من 8000, قد بلغ مستويات قياسية وأعلى بكثير من الطاقة التصميمية. ومصلحة السجون الاسكتلندية، التي تقدم تقاريرها إلى مجلس الوزراء لأمين العدل، وتدير سجون اسكتلندا. في عام 2006 عن تقرير لشبكة دراسات المراقبة وجدت أن المملكة المتحدة كانت على أعلى مستوى من المراقبة الشامل بين الدول الصناعية الغربية.

### العلاقات الخارجية

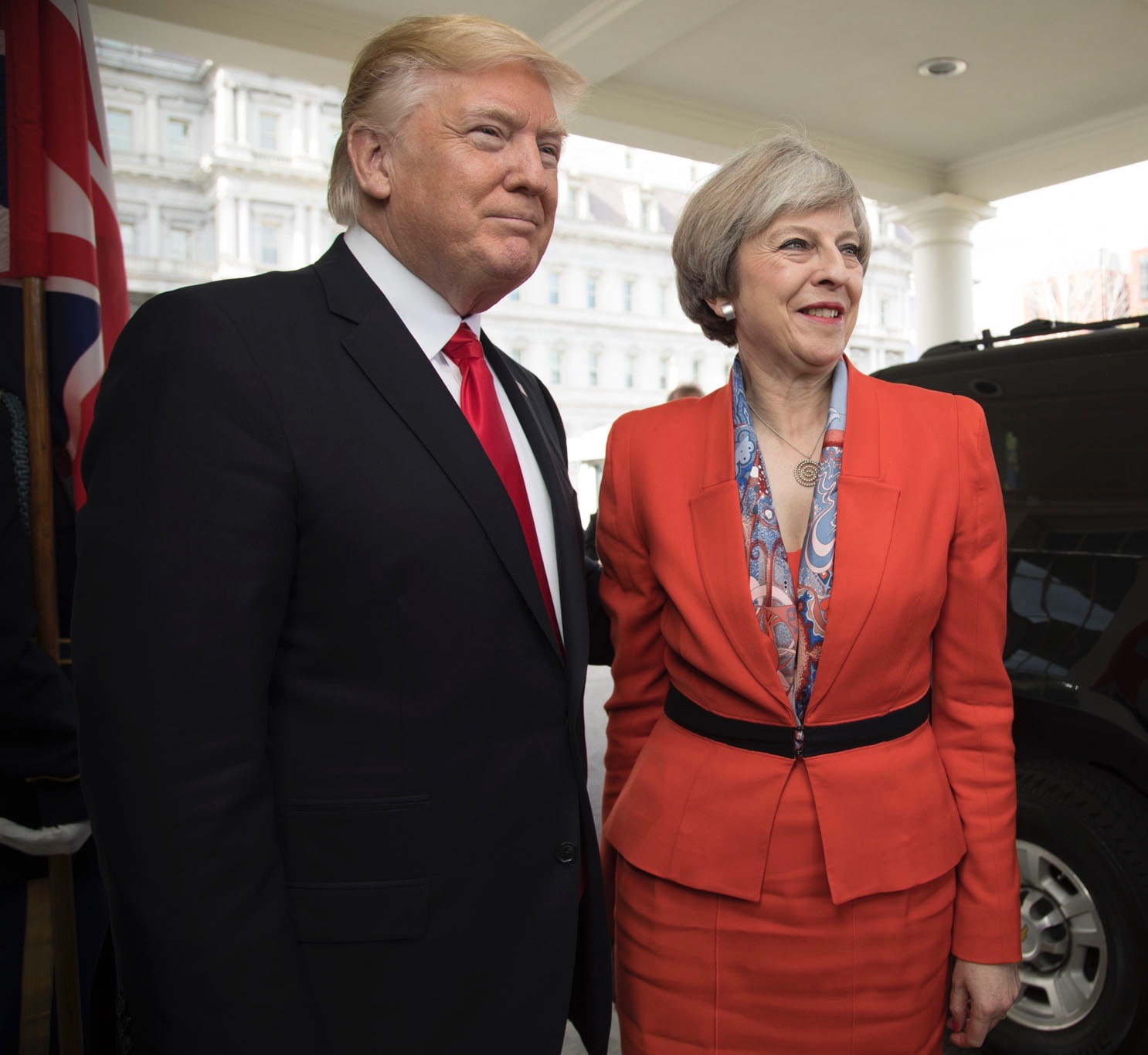
رئيسة وزراء المملكة المتحدة تيريزا ماي، ورئيس الولايات المتحدة دونالد ترامب، في المكتب البيضاوي عام 2017.

المملكة المتحدة هي عضو دائم في مجلس الأمن التابع للأمم المتحدة، وهي عضو في رابطة الأمم المتحدة، وعضو في مجموعة العشرين G20 ومجموعة الثماني G8، وعضو في منظمة حلف شمال الأطلسي (ناتو)، ومنظمة التعاون والتنمية ومنظمة التجارة العالمية، ومنظمة الأمن والتعاون. والمملكة المتحدة لديها علاقة واسعة مع الولايات المتحدة وشراكة وثيقة مع فرنسا - في «الوفاق الودي» - ومساهمات في الجهد الاستخباراتي والأسلحة النووية مع كل من البلدين. والمملكة المتحدة تشارك أيضا في تحالف وثيق مع البرتغال، والتي يعود تاريخها إلى معاهدة وندسور عام 1386 وهي أقدم تحالف في العالم لا تزال سارية المفعول. الحلفاء المقربين أخرين تشمل دول الكومنولث، واليابان ويظهر وجود الدور البريطاني على الصعيد العالمي والنفوذ من خلال علاقات تجارية لها، والاستثمارات الأجنبية، والمساعدة الإنمائية الرسمية والقوات المسلحة.

### القوات المسلحة
يتكون الجيش البريطاني أساساً من سلاح الجو الملكي والبحرية الملكية والقوات المسلحة البريطانية، وتسمى رسمياً باسم القوات المسلحة الملكية البريطانية. وتدار هذه القوى الثلاث من قبل وزارة الدفاع والتي يسيطر عليها مجلس الدفاع الذي يرأسه وزير الدولة لشؤون الدفاع.
القوات المسلحة البريطانية هي من بين القوات المسلحة الأكبر والأكثر تطورا من الناحية التكنولوجية في العالم، واعتبارا من عام 2008 [بحاجة لمصدر] تنشط القوات بالحفاظ على أكثر من 20 منطقة من مناطق الانتشار العسكري للحفاظ على السلام في أنحاء العالم. القوات المسلحة البريطانية هي مهمتها حماية المملكة المتحدة والأقاليم التابعة لها في الخارج، وتعزيز مصالح المملكة المتحدة الأمنية العالمية، ودعم جهود حفظ السلام الدولية. هم مشاركين نشطين ومنتظم في منظمة حلف شمال الأطلسي، بما في ذلك فيلق الرد السريع، فضلا عن قوات النخبة الملكية SAS. وتشارك القوات الجوية في عمليات التحالف لقصف تنظيم الدولة الإسلامية في العراق وسوريا. تنتشر كذلك حاميات في الخارج للمحافظة على مناطق في جزيرة أسنسيون، بليز، بروناي، كندا، قبرص، دييغو غارسيا، وجزر فوكلاند، وألمانيا، جبل طارق، وكينيا وقطر.
وفقا لمصادر مختلفة، بما في ذلك SIPRI ووزارة الدفاع، والمملكة المتحدة لديها نفقات ثالث أو رابع أعلى عسكرية في العالم. مجموع الإنفاق على الدفاع تمثل حاليا نحو 2.3% - 2.6% من الناتج المحلي الإجمالي وطني مجموع.
البحرية الملكية هو الاسم البارز في القوات البحرية منذ العصر الذهبي أيام الملكة اليزابيث، وحاليا تعدّ القوات البحرية البريطانية هي واحدا من ثلاثة الأفضل في جميع أنحاء العالم، مع البحرية الفرنسية والقوات البحرية للولايات المتحدة كونهما الاثنين الأفضل. والبحرية الملكية مسؤولة أيضا عن الغواصات النووية، مثل ترايدنت وغواصات من طراز فانجارد.
المملكة المتحدة قوات الخاصة، مثل الخدمات الجوية الخاصة والخاصة خدمة للقوارب، وتقديم الجنود المدربين على تنفيذ سريع، والاستجابات، والمتنقلة العسكرية في مجال مكافحة الإرهاب، والأرض، والعمليات البحرية والبرمائية، في كثير من الأحيان التي تتطلب سرية أو سرية التكتيكات.
مؤخرا سياسة الدفاع لديها افتراض أن «العمليات الأكثر تطلبا» سيجرى كجزء من قوات التحالف. وإذا ما نحينا تدخل في سيراليون، والعمليات العسكرية في المملكة المتحدة في البوسنة وكوسوفو وأفغانستان والعراق، ومؤخرا، ليبيا، وقد اتبعت هذا النهج. وكانت الحرب الأخيرة في الجيش البريطاني الذي حارب وحده حرب الفوكلاند عام 1982، والتي انتصروا.

## الاقتصاد

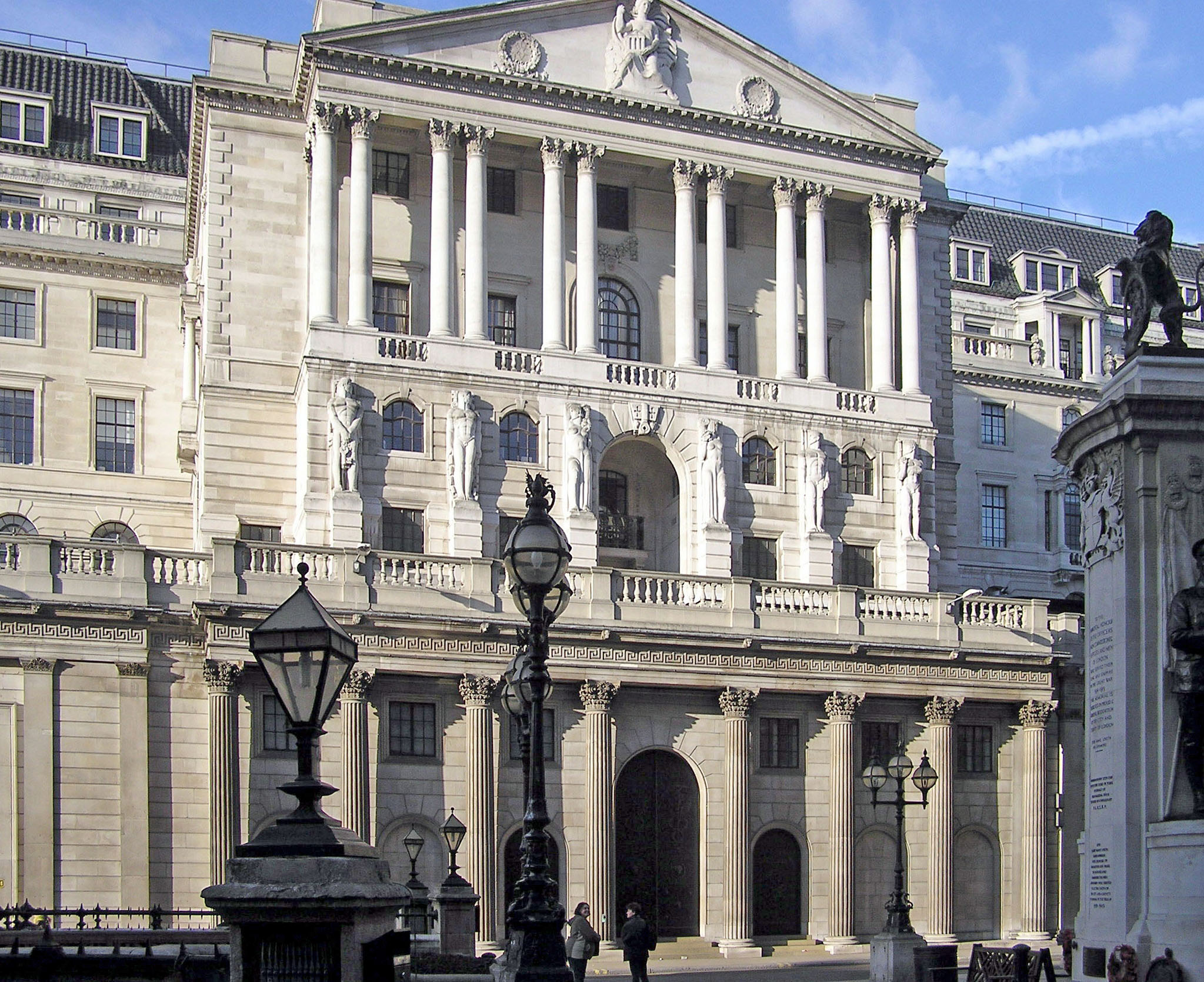
في بنك إنجلترا - في البنك المركزي في المملكة المتحدة

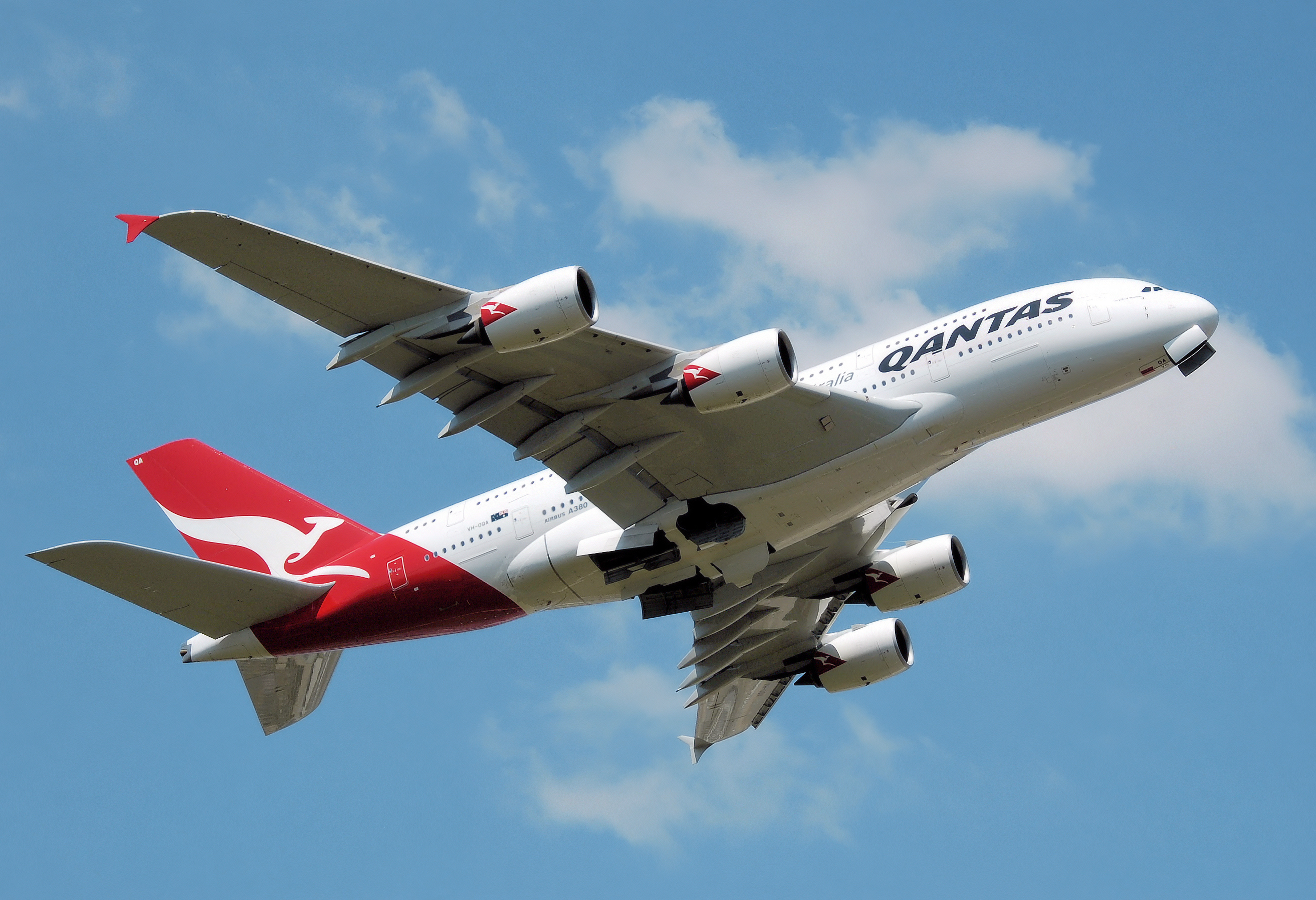
في ايرباص A380 لديه أجنحة والمحركات المصنعة في المملكة المتحدة.

في الربع الأخير من عام 2008 في اقتصاد المملكة المتحدة دخلت رسميا الركود للمرة الأولى منذ عام 1991. البطالة ارتفع من 5.2% في مايو 2008 إلى 7.6% في مايو 2009 وبحلول يناير كانون الثاني عام 2012 بلغ معدل البطالة بين 18 إلى 24 سنة، وكان الأطفال الذين تتراوح أعمارهم ارتفعت من 11.9% إلى 22.5٪، وهو أعلى مستوى منذ السجلات الحالية بدأت في عام 1992. حكومة المملكة المتحدة مجموع الديون ارتفعت من 44.5% من الناتج المحلي الإجمالي في ديسمبر 2007 إلى 76.1% من الناتج المحلي الإجمالي في ديسمبر 2010.
هو الذي يعرف خط الفقر في المملكة المتحدة على أنها 60% من متوسط دخل الأسرة. في الناس 13500000 2007-2008، أي 22% من السكان، يعيشون تحت هذا الخط. وهذا هو أعلى مستوى من الفقر النسبي من جميع ولكن أربعة آخرين من أعضاء الاتحاد الأوروبي. أخذت. وفي العام نفسه 4.0 مليون طفل، 31 في المائة من المجموع، وعاش في الأسر تحت خط الفقر بعد تكاليف السكن في الاعتبار. هذا هو بانخفاض قدره 400,000 طفل منذ 1998-. 1999 والمملكة المتحدة تستورد 40% من الإمدادات الغذائية.

### العلوم والتقنية

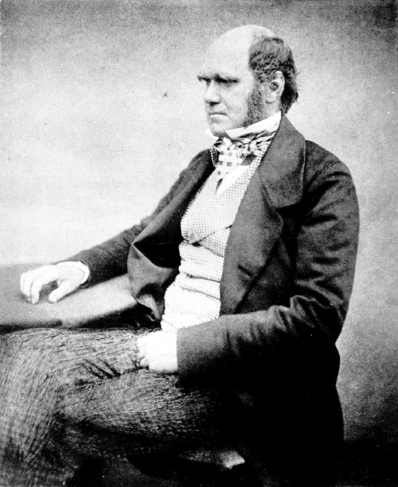
تشارلز داروين (1809-1882)، الذي أسس نظرية التطور عن طريق الانتقاء الطبيعي هو أساس العلوم البيولوجية الحديثة.

كانت إنجلترا واسكتلندا في طليعة الثورة العلمية في القرن 17 وقادت المملكة المتحدة الثورة الصناعية في القرن 18، واستمرت في إنتاج العلماء والمهندسين ممن يرجع لهم الفضل في تقدم العلم الحديث. من أمثلة المنظرين من القرنين 17 و18 إسحاق نيوتن، الذي يكمن النظر إلى قوانينه حول الحركة والإضاءة والجاذبية كحجر أساس للعلم الحديث، من داروين تشارلز القرن 19، الذي له نظرية التطور عن طريق الانتقاء الطبيعي أمر أساسي ل تطوير البيولوجيا الحديثة، وجيمس كلارك ماكسويل، الذي صاغ نظرية الكهرومغناطيسية الكلاسيكية، ومؤخرا ستيفن هوكينغ، الذي لديه نظريات كبرى متقدمة في ميادين علم الكونيات، الكم الجاذبية والتحقيق في الثقوب السوداء. الاكتشافات العلمية الكبرى من القرن 18 وتشمل الهيدروجين بواسطة هنري كافنديش، من البنسلين القرن 20 بواسطة الكسندر فليمنغ، وبنية الحمض النووي، من قبل فرانسيس كريك وغيرهم. المشاريع الهندسية الكبرى والتطبيقات من قبل الناس من المملكة المتحدة في القرن 18 وتشمل قاطرة البخار، التي وضعها ريتشارد ترافيثيك وفيفيان أندرو، من القرن 19 ومحرك كهربائي من قبل مايكل فاراداي، لمبة ضوء ساطع من قبل جوزيف سوان، وأول هاتف عملي، على براءة اختراع من قبل جراهام الكسندر جرس وفي القرن 20 في العالم أول نظام تلفزيون تعمل بواسطة جون لوجي بيرد وغيرها، والمحرك النفاث من قبل يتل فرانك، وبناء على الكمبيوتر الحديثة التي آلان تورنغ، والشبكة العالمية بواسطة تيم بيرنرز لي. بحث. والعلم والتنمية لا تزال مهمة في الجامعات البريطانية، مع العديد من إنشاء الحدائق العلمية لتسهيل الإنتاج والتعاون مع الصناعة.
حلّت المملكة المتحدة المركز الرابع في مؤشر الابتكار العالمي أعوام 2020 و2021 و2022 و2023، الذي يعتمد على حوالي 80 مؤشرًا، بما في ذلك مقاييس البيئة السياسية والتعليم والبنية التحتية وخلق المعرفة، ثم تراجعت للمركز الخامس في مؤشر عام 2024.

خلال عام 2022، أنتجت المملكة المتحدة 6.3% من الأبحاث العلمية في العالم، وبلغت حصتها من الاستشهادات العلمية 10.5%، وهي ثالث أعلى نسبة في العالم (لكليهما). احتلت المملكة المتحدة المركز الأول في العالم من حيث الاستشهادات الموزونة ميدانياً تشمل المجلات العلمية المنتجة في المملكة المتحدة منشورات الجمعية الملكية ومجلة نيتشر والمجلة الطبية البريطانية وذا لانسيت.

### النقل والمواصلات

مطار هيثرو في مبنى المحطة رقم 5. مطار هيثرو لندن له حركة الركاب ومعظم الدولي من أي مطار في العالم.

وشبكة الطرق شعاعي يبلغ 29145 ميل (46904 كم) من الطرق الرئيسية، 2173 ميلا (3497 كم) من الطرق السريعة و213750 ميل (344,000 كلم) من الطرق المعبدة. وفي عام 2009 كان هناك ما مجموعه 34 مليون سيارة مرخصة في العظمى والآن بريطانيا. وشبكة السكك الحديدية الوطنية من ميل الطريق 10072 (16116 كلم) في بريطانيا العظمى وأميال الطريق 189 (303 كلم الطريق) في أيرلندا الشمالية يحمل أكثر من 18,000 الركاب وقطارات الشحن 1000 يوميا. الخطط التي يجري النظر فيها لبناء خطوط جديدة للسكك الحديدية عالية السرعة بحلول عام. 2025
في السنة من أكتوبر 2009 إلى سبتمبر 2010 واستقبلت مطارات المملكة المتحدة ما مجموعه 211400000 الركاب. وفي تلك الفترة أكبر المطارات الثلاثة كانوا مطار لندن هيثرو (65.6 مليون راكب)، مطار جاتويك (31.5 مليون راكب) ومطار ستانستيد في لندن (18.9 مليون مسافر). مطار لندن هيثرو، وتقع على بعد 24 كيلومترا (15 ميل) غرب العاصمة، لديه حركة المسافرين أكثر من أي مطار دولي في العالم وهو المحور في المملكة المتحدة علم الناقل الخطوط الجوية البريطانية، وكذلك مؤشر كتلة الجسم وفيرجين أتلانتيك.

### الطاقة

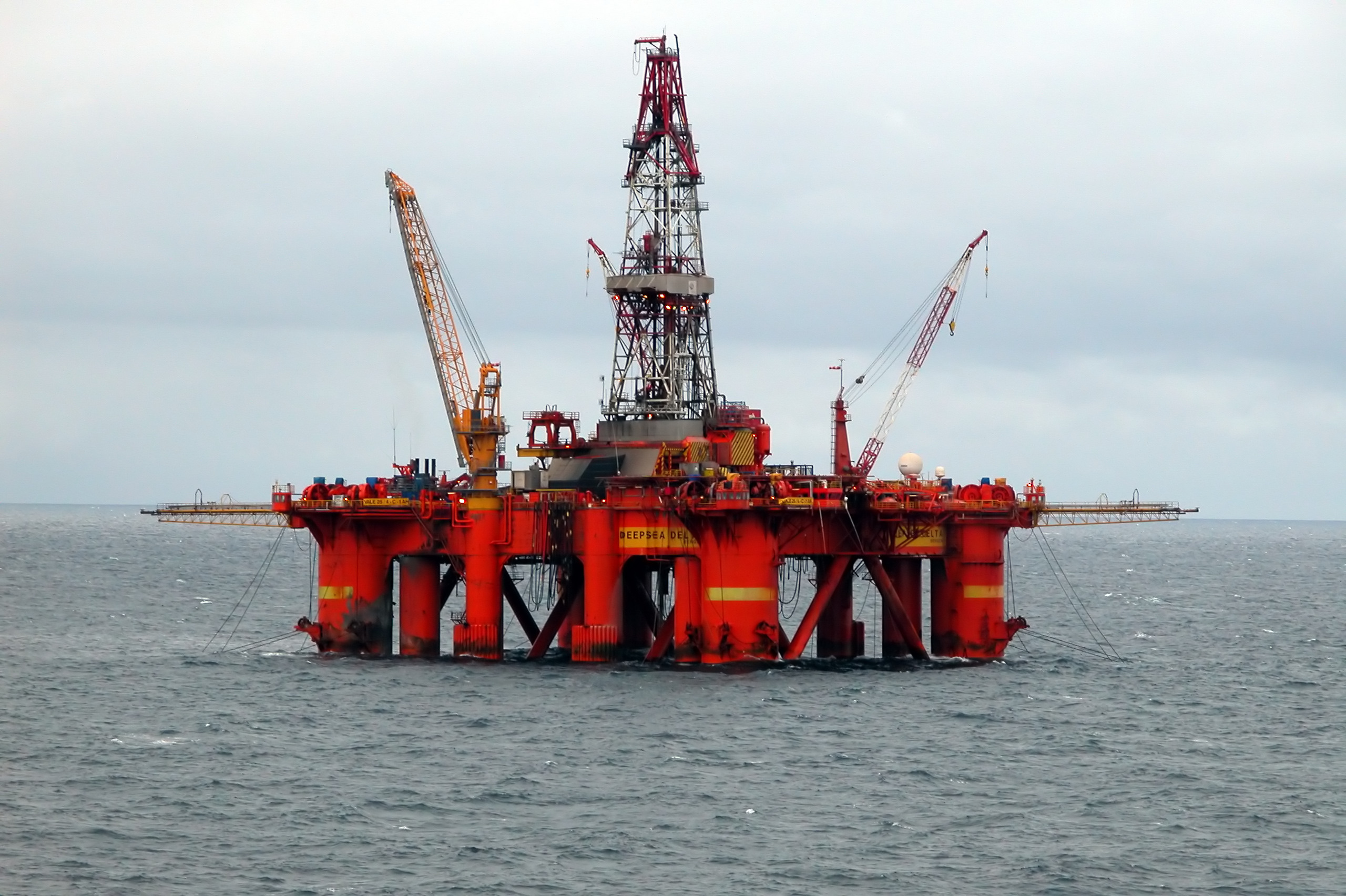
منصة نفطية في بحر الشمال

في عام 2006 كانت المملكة المتحدة في العالم، والتاسعة والأربعين أكبر مستهلك للطاقة وأكبر منتج لل15. وفي عام 2007 في المملكة المتحدة لديها إنتاج الطاقة مجموعه 9,5 وحدة حرارية كوادريليون، منها تشكيل وكان النفط (38٪) والغاز الطبيعي (36٪) والفحم (13٪) والطاقة النووية (11٪) ومصادر الطاقة المتجددة الأخرى (2٪). وفي عام 2009 في المملكة المتحدة تنتج 1.5 مليون برميل في اليوم الواحد (برميل / يوم) للنفط والمستهلكة 1700000 برميل / يوم. الإنتاج وهو الآن في انحدار، والمملكة المتحدة وكان مستوردا صافيا للنفط منذ عام 2005. اعتبارا من عام 2010 [بحاجة لمصدر] في المملكة المتحدة وحدها حوالي 3.1 مليار برميل من الاحتياطيات المؤكدة من النفط الخام، وهي أكبر من أي عضو في الاتحاد الأوروبي الدولة.
في عام 2009 كانت المملكة المتحدة أكبر منتج لل13th من الغاز الطبيعي في العالم وأكبر منتج في الاتحاد الأوروبي. الإنتاج الآن في انخفاض، وكانت المملكة المتحدة مستوردا صافيا للغاز الطبيعي منذ عام. 2004 وفي عام 2009 أنتجت المملكة المتحدة 19700000 طن من الفحم ويستهلك طن 60200000. وفي عام 2005 كان قد ثبت احتياطيات الفحم القابل للاسترداد من 171 مليون طن. وتشير التقديرات إلى أن المناطق البرية التي تم تحديدها لديها القدرة على إنتاج ما بين 7 مليارات طن و16 مليار طن من الفحم خلال تغويز الفحم تحت الأرض (UCG). وبناء على الاستهلاك الحالي للفحم في المملكة المتحدة، وهذه الكميات تمثل الاحتياطيات التي يمكن أن تستمر في المملكة المتحدة ما بين 200 و400 سنة. إن المملكة المتحدة هي موطن لعدد من شركات الطاقة الكبيرة، بما في ذلك اثنان من النفط والغاز 6 «العملاقة» - بي بي ورويال داتش شل الهولندية - ومجموعة بي جي.

## التركيبة السكانية
يتم أخذ التعداد في وقت واحد في جميع أنحاء المملكة المتحدة مرة كل عشر سنوات. وقال مكتب الإحصاءات الوطنية هي المسؤولة عن جمع البيانات انكلترا وويلز، ومكتب السجل العام اسكتلندا وأيرلندا الشمالية وإحصائيات وكالة أبحاث كل بالوقوف وراءها للتعدادات في بلدانهم. وفي تعداد عام 2001 مجموع السكان في المملكة المتحدة وكان 58789194، ثالث أكبر في الاتحاد الأوروبي، وخامس أكبر في الكومنولث وأكبر 21 في العالم. بحلول منتصف عام 2010 ويقدر هذا قد نما إلى. 62262000 وكان عام 2010 عام الثالث على التوالي في التغير الطبيعي الذي ساهم أكثر في النمو السكاني من هجرة طويلة الأجل صافي الدولي. وبين عامي 2001 و2010 ازداد عدد السكان بنسبة بمعدل متوسط سنوي قدره 0.6 في المائة. ويقارن هذا إلى 0.3 في المائة سنويا في الفترة من 1991 إلى 2001 و0.2 في المائة في العقد 1981-1991. وتشير تقديرات عدد السكان منتصف عام 2007 وكشفت أنه، للمرة الأولى، أن المملكة المتحدة كانت موطنا لأكثر من شخص سن التقاعد من الأطفال تحت سن 16 عاما. وتشير التقديرات إلى أن عدد الأشخاص الذين تتراوح أعمارهم بين 100 أو أكثر سترتفع بشكل حاد لتصل إلى أكثر من 626,000 بحلول عام عقد 2080.
ويقدر عدد السكان في إنجلترا في منتصف عام 2010 لتكون 52230000. وهي واحدة من أكثر الدول كثافة سكانية في العالم، مع 383 أشخاص المقيمين في الكيلومتر المربع الواحد في منتصف عام، 2003 مع تركيز خاص في لندن ووضع في الجنوب الشرقي. وتشير تقديرات منتصف عام 2010 عدد السكان في اسكتلندا في 5220000، ويلز في 3010000 وأيرلندا الشمالية عند 1.80 مليون، مع الكثافة السكانية أقل بكثير من انكلترا. وكانت الأرقام المقابلة مقارنة مع سكان 383 انكلترا في الكيلومتر المربع الواحد (990 / ميل مربع)، 142 / km2 (370 / ميل مربع) في ويلز، و125 / km2 (320 / ميل مربع) لأيرلندا الشمالية و65 / km2 (170 / ميل مربع) لاسكتلندا في منتصف عام 2003. ومن حيث النسبة المئوية أيرلندا الشمالية كان السكان الأسرع نموا من أي بلد في المملكة المتحدة في كل سنة من السنوات الأربع إلى منتصف عام 2008.
في عام 2009 كان متوسط معدل الخصوبة الكلي (TFR) في جميع أنحاء المملكة المتحدة 1,94 طفل لكل امرأة. في حين أن ارتفاع معدل المواليد والمساهمة في النمو السكاني الحالي، فإنه لا يزال أقل بكثير الذروة في «ازدهار المواليد» من 2,95 طفل لكل امرأة في عام 1964, اقل من معدل الوفيات من 2.1، ولكن أعلى من 2001 سجل انخفاض 1.63. وفي عام 2010، وكان اسكتلندا أدنى معدل الخصوبة الإجمالي في 1.75 فقط، تليها ويلز في 1.98، 2.00 في انكلترا، وأيرلندا الشمالية على مستوى 2.06.

### المجموعات العرقية
| المجموعة العرقية                    | المجموعة العرقية                    | عدد السكان (العدد الكامل) | عدد السكان (العدد الكامل) | عدد السكان (النسبة) | عدد السكان (النسبة) |
| المجموعة العرقية                    | المجموعة العرقية                    | 2001                      | 2011                      | 2001                | 2011                |
| ----------------------------------- | ----------------------------------- | ------------------------- | ------------------------- | ------------------- | ------------------- |
| بيض                                 | بيض                                 | 54,153,898                | 55,010,359                | 92.1%               | 87.1%               |
| البيض: غجر، رحّل وأيرلنديون رحّل      | البيض: غجر، رحّل وأيرلنديون رحّل      | –                         | 63,193                    | –                   | 0.1%                |
| آسيويون وبريطانيون آسيويون          | هنود                                | 1,053,411                 | 1,451,862                 | 1.8%                | 2.3%                |
| آسيويون وبريطانيون آسيويون          | باكستانيون                          | 747,285                   | 1,174,983                 | 1.3%                | 1.9%                |
| آسيويون وبريطانيون آسيويون          | بنغلاديشيون                         | 283,063                   | 451,529                   | 0.5%                | 0.7%                |
| آسيويون وبريطانيون آسيويون          | صينيون                              | 247,403                   | 433,150                   | 0.4%                | 0.7%                |
| آسيويون وبريطانيون آسيويون          | أصول آسيوية أخرى                    | 247,664                   | 861,815                   | 0.4%                | 1.4%                |
| أسود، أفريقي، كاريبي، وبريطاني أسود | أسود، أفريقي، كاريبي، وبريطاني أسود | 1,148,738                 | 1,904,684                 | 2.0%                | 3.0%                |
| مجموعات عرقية مختلطة أو متعددة      | مجموعات عرقية مختلطة أو متعددة      | 677,117                   | 1,250,229                 | 1.2%                | 2.0%                |
| مجموعات عرقية أخرى                  | مجموعات عرقية أخرى                  | 230,615                   | 580,374                   | 0.4%                | 0.9%                |
| المجموع                             | المجموع                             | 58,789,194                | 63,182,178                | 100.0%              | 100.0%              |

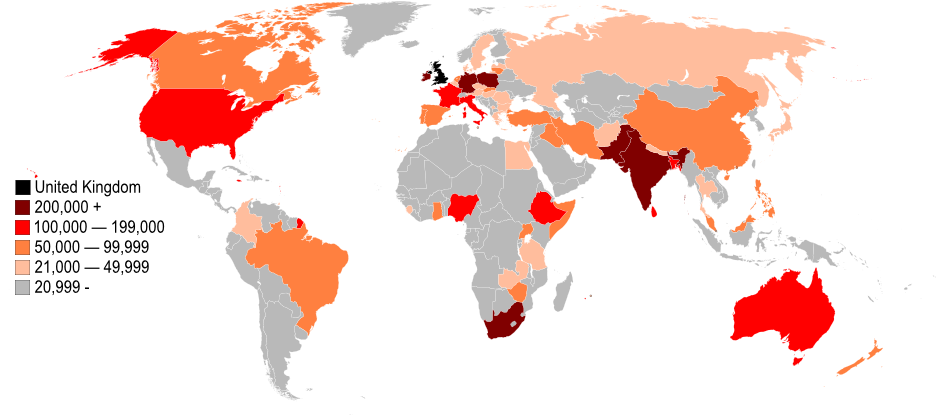
يقدر عدد السكان المولودين في الخارج من قبل الدولة التي ولدت في أبريل 2007 - مارس 2008تاريخيا

، كان يعتقد أن الشعب البريطاني السكان الأصليين إلى أن نزل من الجماعات العرقية المختلفة التي استقرت هناك قبل القرن 11th: الكلت والرومان والأنجلو ساكسون، نورس والنورمان. ويمكن الناس الويلزية تكون أقدم جماعة عرقية في المملكة المتحدة. وقد أظهرت الدراسات الجينية التي أجريت مؤخرا أن أكثر من 50 في المئة من الجينات انجلترا يحتوي على الكروموسومات Y الجرمانية، على الرغم من غيرها من التحليل الجيني الحديثة تشير إلى أن «حوالي 75 في المائة من وكان أسلاف ارجاعها من سكان البريطانية الحديثة وصلت في الجزر البريطانية بنحو 6200 سنة مضت، في بداية العصر الحجري الحديث البريطانية أو العصر الحجري»، وبأن القوات البريطانية تشارك على نطاق واسع في سلف مشترك مع شعب الباسك.
المملكة المتحدة لديها تاريخ من الهجرة غير العرق الأبيض بنسبة قليلة، حيث يوجد في ليفربول أقدم السكان السود في البلاد التي يعود تاريخها إلى ما لا يقل عن 1730, والمجتمع أقدم الصينية في أوروبا، تعود إلى وصول البحارة الصينيين في القرن 19. وفي عام 1950 كان هناك أقل على الأرجح من غير المقيمين في بريطانيا أبيض 20000، وكلها تقريبا ولدوا في الخارج.
منذ عام 1945 للهجرة كبيرة من أفريقيا، وكانت في منطقة البحر الكاريبي وجنوب آسيا تركة من العلاقات التي أقامها في الإمبراطورية البريطانية. وقد أدى الهجرة من الدول الجديدة الأعضاء في الاتحاد الأوروبي في أوروبا الوسطى والشرقية منذ عام 2004 في النمو في هذه الفئات من السكان، ولكن اعتبارا من عام 2008 [بحاجة لمصدر]، فإن الاتجاه هو عكس وكثير من هؤلاء المهاجرين من العودة إلى ديارهم، وترك لحجم هذه المجموعات غير معروف. واعتبارا من عام 2001 [بحاجة لمصدر]، 92.1% من السكان عرفوا أنفسهم بانهم من الأبيض، تاركا 7.9٪ من سكان المملكة المتحدة عرفوا أنفسهم بأنهم من عرق مختلط أو من أقلية عرقية.
التنوع العرقي يختلف اختلافا كبيرا في جميع أنحاء المملكة المتحدة. 30.4% من عدد السكان في لندن و37.4% من ليستر سيتي في وتشير التقديرات إلى أن تكون غير البيضاء اعتبارا من يونيو 2005 [بحاجة لمصدر]، في حين أن أقل من 5% من السكان في شمال شرق انكلترا وويلز وجنوب غرب ومن الأقليات العرقية وفقا لتعداد عام 2001. واعتبارا من 2011 [بحاجة لمصدر]، (26.5٪) من الابتدائي و22.2% من الطلاب الثانويين في المدارس الحكومية في انكلترا هي أعضاء في أقلية عرقية.

### لغات

البلدان الناطقة بالإنجليزية في العالم. البلدان في الأزرق الداكن فيها أغلبية من الناطقين بالإنجليزية. والبلدان المظللة بالأزرق الفاتح فيها اللغة الإنجليزية رسمية لكنها ليست اللغة الأم للأكثرية. الإنجليزية هي واحدة من اللغات الرسمية في الاتحاد الأوروبي. والأمم المتحدة

اللغة الرسمية في المملكة المتحدة في الواقع هي الإنكليزية (الإنجليزية البريطانية)، ينحدر لغة الجرمانية الغربية من اللغة الإنجليزية القديمة والتي تحتوي على عدد كبير من الاقتراض من الإسكندنافية القديمة، نورمان الفرنسية واليونانية واللاتينية. وانتشرت اللغة الإنجليزية في جميع أنحاء العالم، في البداية بسبب الإمبراطورية البريطانية في وقت لاحق، ونظرا لهيمنة الولايات المتحدة، وأصبحت لغة دولية الرئيسي للعمل، فضلا عن اللغة الأكثر تدرس على نطاق واسع الثانية.
هناك أربع لغات سلتيك في استخدام في المملكة المتحدة: الويلزية والأيرلندية والاسكتلندية الغيلية والكورنية. يتم التعرف على أول ثلاث لغات إقليمية أو أقلية خاضعة لتدابير محددة لحماية وتعزيز بموجب القانون الأوروبي ذات الصلة، في حين يتم الاعتراف كورنيش لكن غير محمية على وجه التحديد. في تعداد عام 2001 أكثر من خمس (21٪) من سكان ويلز وقال أنها يمكن أن تحدث الويلزية، زيادة من تعداد عام 1991 (18٪). وبالإضافة إلى ذلك تشير التقديرات إلى أن حوالي 200,000 المتحدثين الويلزية العيش في انكلترا. في التعداد نفسه في أيرلندا الشمالية وذكرت 167487 شخصا (10.4٪) أن لديها «بعض المعرفة الأيرلندية» (انظر اللغة الأيرلندية في أيرلندا الشمالية)، على وجه الحصر تقريبا في عدد السكان (وخصوصا الكاثوليكية) وطني. وكان أكثر من 92000 شخص في اسكتلندا (أقل بقليل من 2% من السكان) بعض قدرة اللغة الغيلية، بما في ذلك 72% من أولئك الذين يعيشون في هبريدس الخارجي. ويبلغ عدد المدارس التي يجري تدريسها من خلال الويلزية، الغيلية الاسكتلندية والأيرلندية آخذ في الازدياد. ومن بين المهاجرين من أصول السكان لا يزال يتحدث بها بعض جاليك الاسكتلندية في كندا (نوفا سكوتيا أساسا، والرأس جزيرة بريتون), والويلزية في باتاغونيا، الأرجنتين.
الأسكتلندية، وهو ينحدر من اللغة الإنجليزية في وقت مبكر الأوسط الشمالي، واعتراف محدود جنبا إلى جنب مع المتغير في المنطقة، الستر الأسكتلندية في أيرلندا الشمالية، من دون التزامات محددة لحماية وتعزيز.
فمن الإلزامي للتلاميذ لدراسة لغة ثانية يصل إلى سن 14 سنة في انكلترا، وحتى سن 16 عاما في اسكتلندا. الفرنسية والألمانية هي لغتي الثانية الأكثر شيوعا التي تدرس في انكلترا واسكتلندا. في ويلز، وتدرس جميع التلاميذ حتى سن 16 الويلزية كلغة ثانية، أو يدرس في الويلزية.

### الديانة

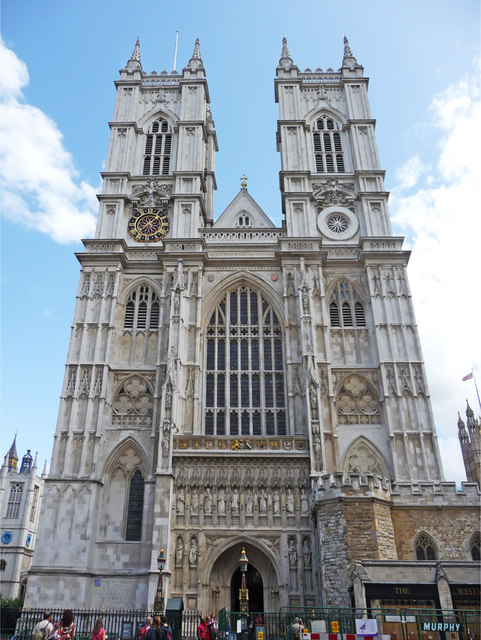
كنيسة وستمنستر التي يتم فيها تتويج معتلي عرش بريطانيا

- هيمنت أشكال المسيحية على الحياة الدينية في ما يعرف الآن بالمملكة المتحدة لأكثر من 1400 عام.[223] على الرغم من أن غالبية المواطنين لا يزالون يعرفون أنفسهم كمسيحيين في العديد من الاستطلاعات، فإن الحضور المنتظم للكنيسة انخفض كثيرًا منذ منتصف القرن العشرين،[224] في حين ساهمت الهجرة والتغير الديموغرافي في نمو الديانات الأخرى، وعلى الأخص الإسلام.[225] وقد أدى هذا ببعض المحللين إلى وصف المملكة المتحدة بشكل مختلف على أنها مجتمع متعدد الأديان،[226] علمانية،[227] أو في مرحلة ما بعد المسيحية.[228]
- في إحصاء عام 2001 أشار 71.6% من مجموع المستجيبين إلى أنهم مسيحيون، وأن الديانات التالية هي الإسلام (2.8٪)، الهندوسية (1.0٪)، السيخية (0.6٪)، اليهودية (0.5٪)، البوذية (0.3٪). وجميع الأديان الأخرى (0.3 ٪).[229] ذكر 15% من المستجيبين أنهم ليس لديهم دين، وأن 7% ليس لديهم دين مفضل على آخر.[230] أظهر استطلاع Tearfund في عام 2007 أن واحداً من بين كل عشرة بريطانيين يحضر الكنيسة أسبوعياً.[231] بين التعداد السكاني لعامي 2001 و2011، كان هناك انخفاض في عدد الأشخاص الذين تم تصنيفهم على أنهم مسيحيون بنسبة 12٪، في حين تضاعفت نسبة الذين لم يبلغوا عن أي انتماء ديني. ويتناقض هذا مع النمو في فئات المجموعات الدينية الرئيسية الأخرى، حيث يزداد عدد المسلمين إلى إجمالي يبلغ حوالي 5٪.[232] ارتفع عدد المسلمين من 1.6 مليون في عام 2001 إلى 2.7 مليون في عام 2011، مما يجعلها ثاني أكبر طائفة دينية في المملكة المتحدة،[233][234] وارتفع عدد المسلمين إلى أكثر من 4 ملايين سنة 2016 وفقا لمركز بيو، وبلغت نسبتهم 6,3% من السكان، وفقاً للدراسة تلعب الهجرة ومعدل المواليد المرتفع نسبياً دوراً في زيادة أعداد المسلمين في البلاد.[235]
- في استطلاع عام 2016 الذي أجرته BSA (المواقف الاجتماعية البريطانية) عن الانتماء الديني؛ 53% من المستطلعين أشاروا إلى أنهم «لا دينيون»، بينما أشار 41% أنهم مسيحيون، يليهم 6% ممن ينتمون إلى ديانات أخرى (مثل الإسلام، الهندوسية، اليهودية، إلخ).[236] بين المسيحيين، شكل أتباع كنيسة إنجلترا 15٪، والكنيسة الكاثوليكية الرومانية 9٪، والمسيحيون الآخرون (بما في ذلك الكنيسة المشيخية، الميثوديون، البروتستانت الآخرون، وكذلك الأرثوذكس الشرقيون) 17٪. %71 من الشباب الذين تتراوح أعمارهم بين 18 و24 عامًا قالوا إنهم ليس لديهم دين.
- في استطلاع مكتب الإحصاءات الوطنية عام 2022 إنخفضت نسبة من يعرفون أنفسهم كمسيحيين إلي أقل من نصف السكان، وأفاد مكتب الإحصاءات الوطنية بأن نحو 46.2 في المئة من السكان وصفوا أنفسهم بأنهم مسيحيون عند إجراء التعداد السكاني عام 2021، مقارنة بـ59.3 في المئة قبل عقد (إحصاء 2011).[237][238]

### الهجرة

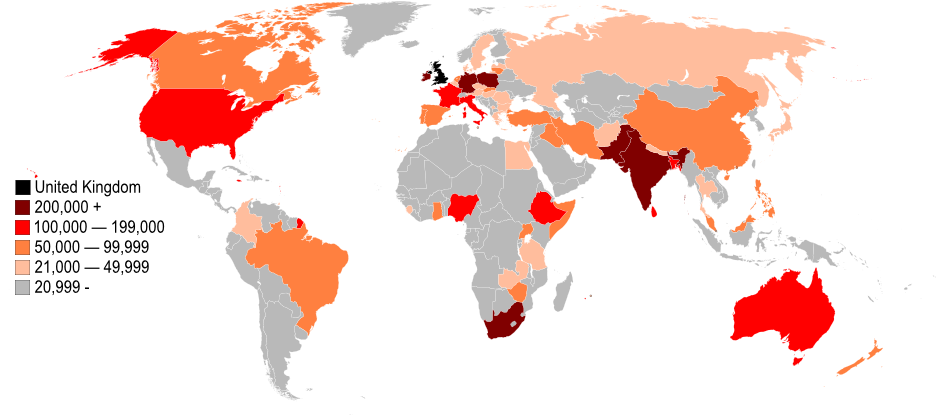
تقدير عدد السكان المولودين في الخارج حسب الدولة التي ولد فيها الشخص من أبريل 2007 - مارس 2008

وشهدت المملكة المتحدة موجات متتالية من الهجرة. المجاعة الكبرى في أيرلندا أسفرت عن عدد كبير من السكان يهاجرون إلى أجزاء أخرى من المملكة المتحدة. أكثر من 120,000 من قدامى المحاربين البولندية استقر في بريطانيا بعد الحرب العالمية الثانية، غير قادر على العودة إلى ديارهم. في القرن 20 كان هناك هجرة كبيرة من المستعمرات والمستعمرات السابقة التي استقلت حديثا، مدفوعا إلى حد كبير في مرحلة ما بعد الحرب العالمية نقصا في اليد العاملة الثاني. وجاء العديد من هؤلاء المهاجرين من منطقة البحر الكاريبي وشبه القارة الهندية.
في عام 2010، كان هناك 7.0 مليون السكان المولودين في الخارج في المملكة المتحدة، الموافق 11.3% من مجموع السكان. من هؤلاء، ولدوا 4760000 (7.7٪) من خارج الاتحاد الأوروبي ودوا 2240000 (3.6٪) في دولة عضو أخرى في الاتحاد الأوروبي. وتبلغ نسبة المولودين في الخارج الناس في المملكة المتحدة لا يزال أقل بقليل من أوروبية أخرى كثيرة البلدان، على الرغم من أن الهجرة تساهم الآن في زيادة عدد السكان، مع الوافدين والأطفال في المملكة المتحدة ولدت من المهاجرين يمثلون ما يقرب من نصف الزيادة السكانية بين عامي 1991 و2001. تحليل لبيانات المكتب الوطني (ONS) وتبين الإحصاءات أن مجموع صافي قدره 2.3 مليون مهاجر انتقل إلى المملكة المتحدة في ال 15 سنة 1991 حتي. 2006 وفي عام 2008 كان من المتوقع أن الهجرة من شأنه أن يضيف 7 ملايين إلى سكان المملكة المتحدة بحلول عام 2031, رغم أن هناك تشكيك في هذه الأرقام. وأفاد الإحصاء بأن الهجرة الصافية ارتفعت 2009-2010 بنسبة 21 في المئة إلى 239,000. وفي عام 2011 بلغ صافي الزيادة 251000:. الهجرة كان 589000، في حين أن عدد الأشخاص الذين هاجروا (لأكثر من 12 شهرا) 338000.
وأصبح 195046 الرعايا الأجانب المواطنين البريطانيين في عام 2010, مقارنة ب 54902 في عام 1999. منحت سجل 241192 حقوق الناس تسوية دائمة في عام 2010، منهم 51 في المائة كانوا من آسيا و27 في المائة من أفريقيا. ولدت 25.1 في المائة من الأطفال الذين ولدوا في انكلترا وويلز في عام 2010 لأمهات ولدوا خارج المملكة المتحدة، وفقا للإحصاءات الرسمية الصادرة في عام 2011.

تقدير عدد المواطنين البريطانيين الذين يعيشون في الخارج حسب بلد الإقامة، 2006

يقدر عدد البريطانيين الذين يعيشون في الخارج بنحو 5500000 شخصاً، أعلى أربع وجهات كونها أستراليا وإسبانيا والولايات المتحدة وكندا. وكانت الهجرة سمة مهمة من سمات المجتمع البريطاني في القرن 19. بين 1815 و1930 هاجر نحو 11.4 مليون شخص من بريطانيا و7.3 مليون من أيرلندا. تشير التقديرات إلى أنه بحلول نهاية القرن 20 تمت تسويتها بشكل دائم نحو 300 مليون شخص من أصل البريطانية والأيرلندية في جميع أنحاء العالم.
مواطني الاتحاد الأوروبي، بما في ذلك المملكة المتحدة، ولهم الحق في العيش والعمل في أي دولة من الدول الأعضاء. والمملكة المتحدة تطبيق قيود مؤقتة لمواطني رومانيا وبلغاريا التي انضمت إلى الاتحاد الأوروبي في يناير كانون الثاني عام 2007. بحوث أجراه معهد سياسة الهجرة للمساواة ولجنة حقوق الإنسان تشير إلى أن ما بين مايو 2004 وسبتمبر 2009، 1.5 مليون عامل هاجروا من الدول الجديدة الأعضاء في الاتحاد الأوروبي إلى المملكة المتحدة، فإن ثلثي منهم البولندية، ولكن هذا المنزل في وقت لاحق عاد كثير، مما أدى إلى زيادة صافية في عدد من مواطني الدول الأعضاء الجديدة في المملكة المتحدة من حوالي 700,000 خلال تلك الفترة. خفض الركود في وقت متأخر من 2000s في المملكة المتحدة من الحوافز الاقتصادية للبولنديين في الهجرة إلى المملكة المتحدة، مع هجرة مؤقتة وتصبح دائرية. وفي عام 2009، للمرة الأولى منذ التوسيع، وخلفت أكثر من مواطني ثماني دول أوروبا الوسطى والشرقية التي انضمت إلى الاتحاد الأوروبي عام 2004 في المملكة المتحدة من وصل. وفي عام 2011، جعلت من مواطني الدول الجديدة الأعضاء في الاتحاد الأوروبي بنسبة 13% من المهاجرين الذين يدخلون البلاد.
حكومة المملكة المتحدة وأدخلت نظام الهجرة على أساس النقاط للهجرة من خارج المنطقة الاقتصادية الأوروبية لتحل محل الخطط السابقة، بما في ذلك مبادرة الحكومة الاسكتلندية للمواهب جديدة. في يونيو 2010 قدم ائتلاف المحافظين والديمقراطيين الأحرار الحكومة حدا مؤقتا 24000 على الهجرة من خارج الاتحاد الأوروبي، وتهدف للحد من التطبيقات قبل فرض سقف دائم في أبريل نيسان 2011. وقبعة وتسبب التوتر داخل الائتلاف: وزير الأعمال فينس كيبل وجادل أنه يؤذيها الشركات البريطانية. وفي نوفمبر 2023 أعلنت بريطانيا عن خطط لتقليص أعداد المهاجرين الذين يصلون إليها بطرق قانونية تتضمن رفع الحد الأدنى للأجور الذي يجب أن يتقاضوه في الوظائف التي تتطلب مهارات، وسط ضغوط على رئيس الوزراء ريشي سوناك لمعالجة مشكلة صافي أعداد المهاجرين القياسي.

### التعليم

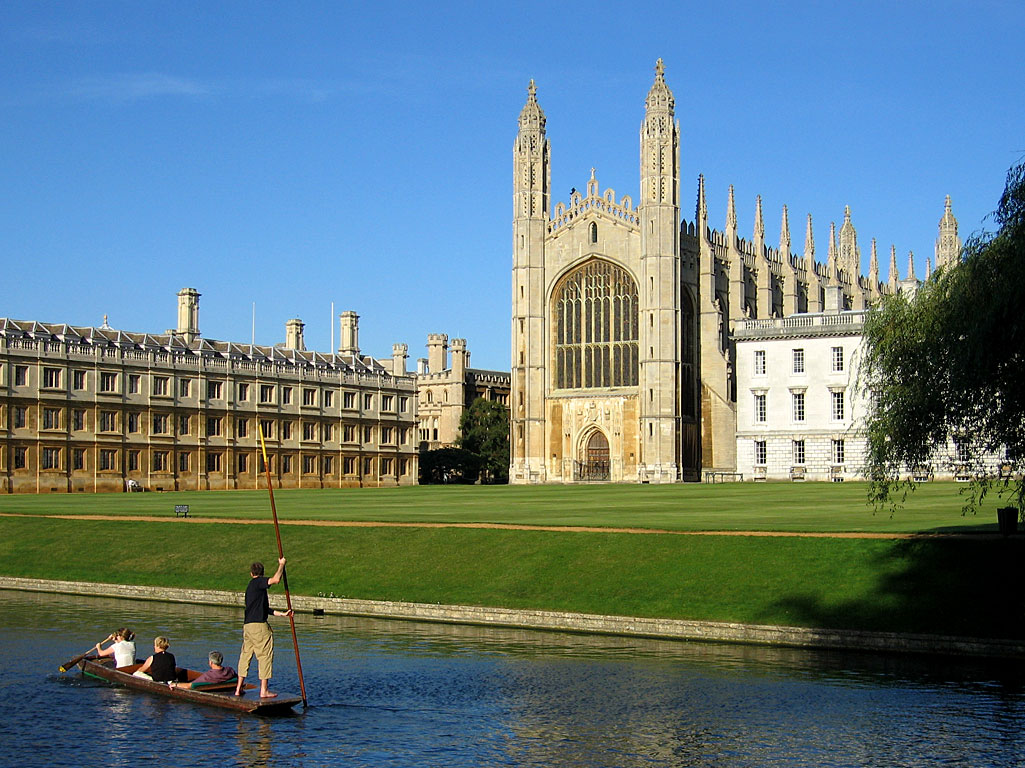
كلية الملك، وهو جزء من جامعة كامبريدج التي تأسست في 1209

التعليم في المملكة المتحدة هي مسألة آلت ملكيتها، مع كل بلد من البلدان وجود نظام تعليمي مستقل.
التعليم في انكلترا هو من مسؤولية وزير الدولة للتعليم، على الرغم من أن إدارة يوما بعد يوم، وتمويل المدارس الحكومية تقع على عاتق السلطات المحلية. وقدم مجانا عالميا للتعليم ولاية تهمة تدريجي بين 1870 و1944، مع التعليم أصبح إلزاميا لجميع الذين تتراوح أعمارهم بين 5 سنوات إلى 14 في عام 1921. إن التعليم هو الآن إلزامي من سن 5-16 (15 إذا ولدت في أواخر يوليو تموز أو آب). يتم تعليم معظم الأطفال في الدولة وقطاع المدارس، ونسبة صغيرة فقط من الذي حدد على أساس القدرة الأكاديمية. يمكن للمدارس الدولة التي لا يسمح لاختيار الطلاب وفقا للاستخبارات والأكاديمية قدرة تحقيق نتائج مماثلة على المدارس الخاصة أكثر انتقائية: للخروج من المدارس العشرة الأوائل الأداء من حيث النتائج GCSE في عام 2006 كانا المدارس الثانوية التي تديرها الدولة. على الرغم من انخفاض في الأرقام الحقيقية قد ارتفعت نسبة الأطفال في انكلترا المدارس الخاصة إلى أكثر من 7٪. وأكثر من نصف الطلاب في الجامعات الرائدة في كامبردج واكسفورد قد حضر مدارس الدولة. في جامعات إنجلترا وتشمل بعض من أفضل الجامعات في العالم؛. يتم ترتيب كل جامعة كامبريدج، كلية لندن الجامعية، وجامعة أكسفورد وكلية امبريال لندن في قمة العالمية 10 في عام 2010 QS تصنيف الجامعات العالمية، مع كامبردج المرتبة الأولى. الاتجاهات العالمية في الرياضيات ودراسة العلوم (TIMSS) تصنيف التلاميذ في 7 إنجلترا في العالم لمادة الرياضيات و6 العلوم. وضع نتائج التلاميذ في إنجلترا قبل الدول الأوروبية الأخرى، بما في ذلك ألمانيا والدول الإسكندنافية.

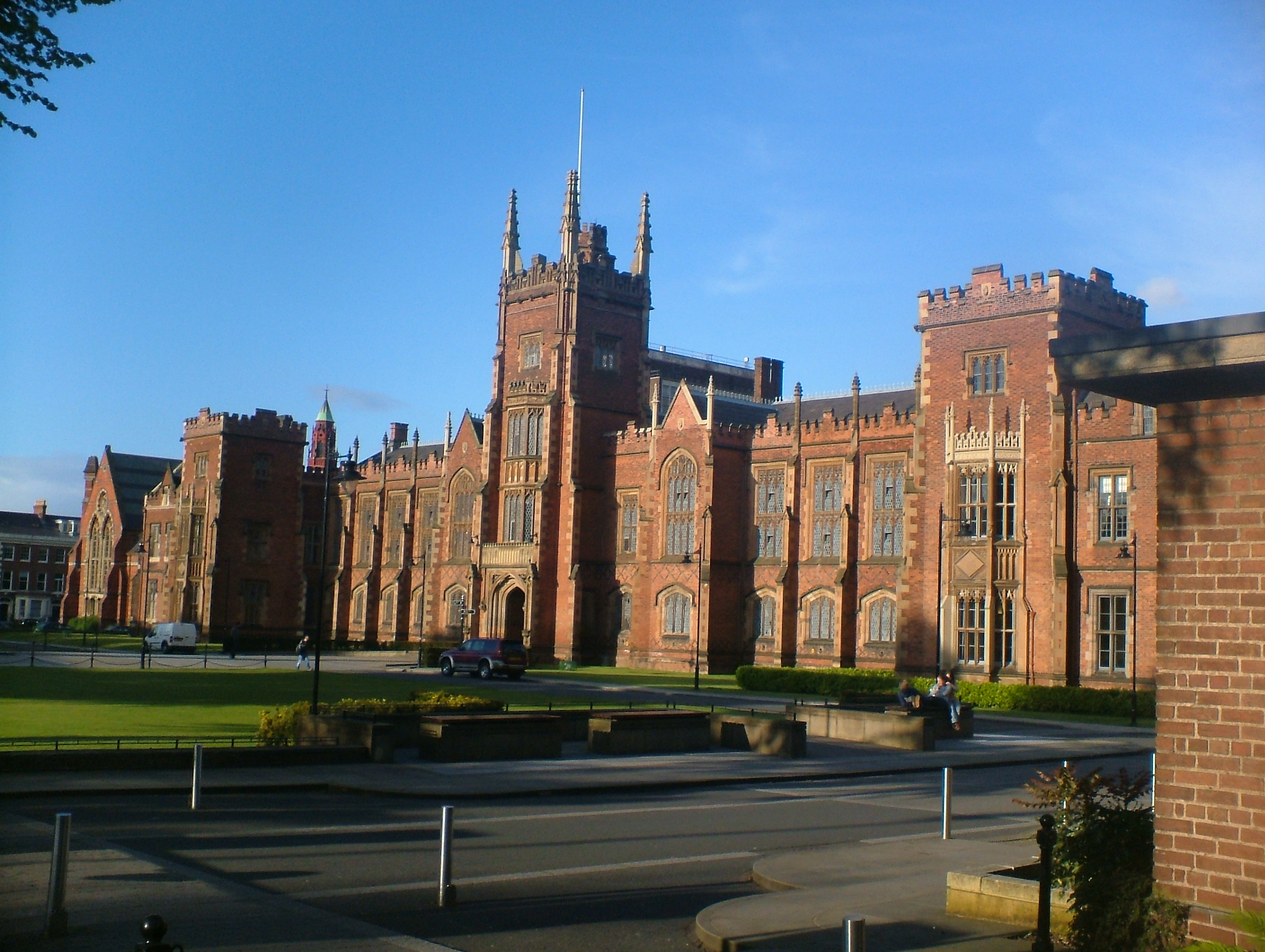
جامعة كوينز في بلفاست، الذي بني في عام 1849

التعليم في اسكتلندا هو مسؤولية الأمين مجلس الوزراء للتعليم والتعلم مدى الحياة، مع يوما بعد يوم وإدارة وتمويل المدارس الحكومية ومسؤولية السلطات المحلية. اثنين من غير الإدارات الهيئات العامة لها دورا رئيسيا في التعليم الإسكتلندي: السلطة المؤهلات الاسكتلندية هي المسؤولة عن تطوير وتقييم والاعتماد ومنح الشهادات للمؤهلات أخرى من درجات التي يتم تسليمها في المدارس الثانوية، ومرحلة ما بعد الثانوية من كليات التعليم العالي ومراكز أخرى; والتعلم والتعليم اسكتلندا ويقدم المشورة والموارد وتنمية قدرات الموظفين للمجتمع التعليم من أجل تعزيز تطوير المناهج وخلق ثقافة من الطموح والابتكار والتميز. اسكتلندا 1 تشريع للتعليم الإلزامي في 1496. نسبة الأطفال في المدارس الخاصة اسكتلندا حضور ما يزيد قليلا على 4٪، على الرغم من أنها ظلت ترتفع ببطء في السنوات الأخيرة. الطلاب الذين يلتحقون بالجامعات الإسكتلندي الإسكتلندي دفع الرسوم الدراسية ولا تهم الوقف الدراسات العليا، كما تم إلغاء الرسوم في عام 2001 وألغي نظام الوقف الدراسات العليا في عام 2008.
التعليم في أيرلندا الشمالية هو من مسؤولية وزير التربية ووزير العمل والتعلم، وعلى الرغم من أن تدار المسؤولية على المستوى المحلي من قبل مجالس التعليم والمكتبة خمسة تغطي مناطق جغرافية مختلفة. المجلس للمنهج، والامتحانات والتقييم (CCEA) هي الهيئة المسؤولة عن تقديم المشورة للحكومة حول ما ينبغي أن تدرس في المدارس في أيرلندا الشمالية، ورصد المعايير ومنح المؤهلات. الحكومة الويلزية لديه المسؤولية عن التعليم في ويلز. يتم تدريس عدد كبير من الطلاب الويلزية سواء كليا أو إلى حد كبير في اللغة الويلزية، دروسا في الويلزية هي إلزامية لجميع حتى سن 16 عاما. وهناك خطط لزيادة توفير الويلزية المدارس المتوسطة كجزء من السياسة العامة. من خلق ويلز ثنائي اللغة تماما.

### الرعاية الصحية

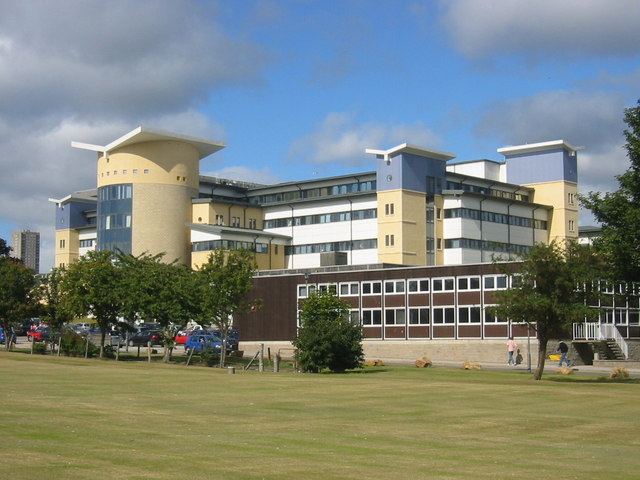
في أبردين الملكي للطفولة مستشفى، وNHS اسكتلندا متخصص مستشفى الأطفال

الرعاية الصحية في المملكة المتحدة هي مسألة وآلت كل بلد له نظامه الخاص من الرعاية الصحية الخاصة والممولة من القطاع العام، جنبا إلى جنب مع العلاجات البديلة، شاملة ومتكاملة. يتم توفير الرعاية الصحية العامة لجميع المقيمين في المملكة المتحدة دائم ومجاني في نقطة الحاجة، ويتم دفع ثمنها من الضرائب العامة. منظمة الصحة العالمية، في عام 2000، في المرتبة توفير الرعاية الصحية في المملكة المتحدة وأفضل 15 في أوروبا و18 في العالم.
ويتم تنظيم الهيئات التنظيمية على أساس المملكة المتحدة على نطاق مثل المجلس الطبي العام، ومجلس التمريض والقبالة والمنظمات غير الحكومية القائمة على مثل الكليات الملكية. ومع ذلك، والمسؤولية السياسية والتنفيذية للرعاية الصحية تقع على عاتق المسؤولين التنفيذيين 4 الوطنية؛ الرعاية الصحية في انكلترا تقع على عاتق حكومة المملكة المتحدة، والرعاية الصحية في أيرلندا الشمالية هو من مسؤولية السلطة التنفيذية أيرلندا الشمالية؛ الرعاية الصحية في اسكتلندا هو من مسؤولية الحكومة الاسكتلندية، والرعاية الصحية في ويلز هي مسؤولية حكومة الجمعية الوطنية الويلزية. كل الخدمات الصحية الوطنية لديها سياسات وأولويات مختلفة، مما أدى إلى تناقضات.
منذ 1979 تمت زيادة الإنفاق على الرعاية الصحية كثيرًا لجعله أقرب إلى متوسط الاتحاد الأوروبي. والمملكة المتحدة تنفق حوالي 8,4 في المائة من ناتجها المحلي الإجمالي على الرعاية الصحية، والذي هو أقل من 0.5 نقطة مئوية في منظمة التعاون الاقتصادي ومتوسط التنمية وحول نقطة مئوية واحدة أقل من المتوسط في الاتحاد الأوروبي.

## الثقافة
وقد أثرت في ثقافة كل من المملكة المتحدة من قبل العديد من العوامل بما في ذلك: وضع جزيرة في البلاد؛ تاريخها الديمقراطية الليبرالية الغربية، وقوة كبرى، فضلا عن كونه اتحاد سياسي من أربع دول مع كل عناصر الحفاظ على التقاليد المتميزة والجمارك ورمزيته. ونتيجة لذلك من الإمبراطورية البريطانية، يمكن ملاحظة التأثير البريطاني في أنظمة اللغة والثقافة والقانونية للكثير من مستعمراتها السابقة، بما في ذلك أستراليا وكندا والهند وأيرلندا ونيوزيلندا وجنوب أفريقيا والولايات المتحدة. وقد أدى تأثير جوهري الثقافية في المملكة المتحدة إلى وصفها بأنها «قوة عظمى الثقافية.»

### الأدب

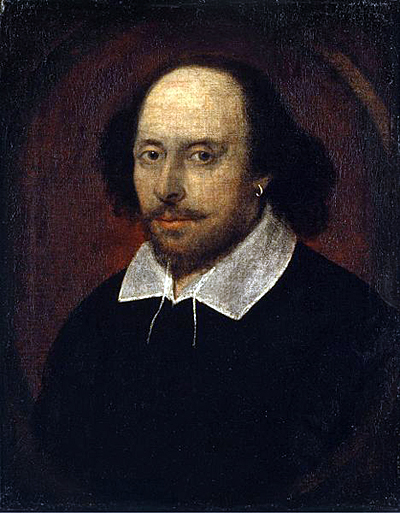
في صورة شندوس، ويعتقد لتصوير وليام شكسبير

'الأدب البريطاني "تشير إلى أدب المرتبطة مع المملكة المتحدة وجزيرة مان وجزر القنال. أدب معظم البريطانية في اللغة الإنجليزية. في عام 2005، ونشرت بعض الكتب 206000 في المملكة المتحدة في عام 2006 وأنها كانت أكبر ناشر للكتب في العالم.
وينظر على نطاق واسع الكاتب المسرحي والشاعر الإنكليزي وليام شكسبير هو أعظم كاتب مسرحي في كل العصور، وكما تم معاصريه كريستوفر مارلو وبن جونسون الذي عقد في التقدير المستمر. وفي الآونة الأخيرة فقد جمع بين الكتاب المسرحيين آلان Ayckbourn، هارولد بنتر، مايكل فراين، توم ستوبارد وديفيد إدغار عناصر الواقعية والسوريالية والتطرف.
أبرز الكتاب الإنجليزية ما قبل الحداثة وأوائل العصر الحديث وتشمل جيفري تشوسر (14 قرن)، توماس مالوري (القرن 15)، والسير توماس مور (16 قرن)، وجون ميلتون (17 قرن). في القرن 18 وكان دانيال ديفو (مؤلف روبنسون كروزو) وصموئيل ريتشاردسون رواد الرواية الحديثة. في القرن 19 هناك يتبع المزيد من الابتكار من قبل جين أوستن، والقوطية الروائي ماري شيلي، للأطفال كاتب لويس كارول، والأخوات برونتي، والاجتماعية الناشطة تشارلز ديكنز، والطبيعة توماس هاردي، وجورج إليوت واقعية، ورؤية الشاعر وليام بليك ورومانسية الشاعر ويليام وردزورث. كتاب القرن 20 الإنجليزية ما يلي: الخيال العلمي الروائي ويلز، والكتاب من روديارد الأطفال كيبلينج الكلاسيكية، ميلن (خالق ويني، بو، و)، ورولد دال وبليتون إنيد، ومثيرة للجدل لورنس؛ الحداثية فيرجينيا وولف، والساخر ايفلين وو، ونبوية الروائي جورج أورويل، والروائيين شعبية دبليو سومرست موم، وغراهام غرين، وجريمة الكاتب أغاثا كريستي (الروائي الأكثر مبيعا في كل العصور); ايان فليمينغ (مبتكر جيمس بوند)؛ الشعراء إليوت، فيليب لاركن وتيد هيوز، وكتاب الخيال JRR تولكين، لويس CS وجي كي رولينغ.

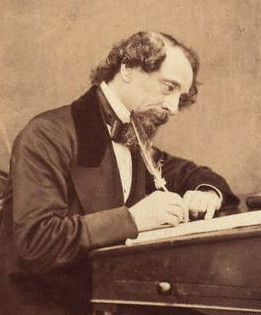
صورة فوتوغرافية من العصر الفيكتوري الروائي تشارلز ديكنز

المساهمات في اسكتلندا وتشمل المخبر الكاتب آرثر كونان دويل (الخالق من شيرلوك هولمز)، والأدب الرومانسي من قبل السير والتر سكوت، الأطفال الكاتب JM باري، وملحمة مغامرات روبرت لويس ستيفنسون، والمحتفى به الشاعر روبرت بيرنز. وفي الآونة الأخيرة ساهم في الحداثة والقومية هيو ماكديرميد ونيل غان م إلى عصر النهضة الاسكتلندي. عُثِر على أكثر التوقعات قاتمة في قصص إيان رانكين والنفسية رعب، كوميديا من البنوك ايان. وكانت عاصمة اسكتلندا وادنبره ومدينة لليونسكو في جميع أنحاء العالم الأولى للأدب.
وتألف قصيدة بريطانيا أقدم المعروفة، Y Gododdin، في ريال الدجاجة Ogledd (كوريا الشمالية القديمة)، وعلى الأرجح في أواخر القرن 6. وقد كتب في Cumbric أو قديم الويلزية ويحتوي على أقرب إشارة معروفة إلى الملك آرثر. من حوالي القرن السابع الميلادي، وقد فقد الاتصال بين ويلز وشمال قديم، والتركيز على اللغة الويلزية ثقافة تحولت إلى ويلز، حيث تم تطويرها من قبل أسطورة آرثر جيفري من مونموث. شاعر ويلز في القرون الوسطى الأكثر شهرة، دافيد وليامز ا ف ب Gwilym (فلوريدا 1320-1370)، والشعر يتكون على المواضيع بما في ذلك الدين، والطبيعة والحب خصوصا. وينظر على نطاق واسع كواحد من أعظم شعراء أوروبا في عصره. وحتى أواخر القرن 19th وكان غالبية الأدب الويلزي في الويلزية والكثير من النثر والديني في شخصية. وينسب دانيال أوين والروائي باللغة الويلزية الأولى، نشر ريس لويس في عام 1885. والأكثر شهرة من الشعراء الأنجلو الويلزية كلاهما Thomases. أصبح ديلان توماس الشهيرة على جانبي المحيط الأطلسي في منتصف القرن 20. ويتذكر الكاتب سوانسي لشعره - له "لا تذهب لطيف إلى أن ليلة جيدة، الغضب، الغضب ضد الموت من الضوء". هو واحد من مقاطع ونقلت معظم من الآية اللغة الإنجليزية - ول 'مسرحية للأصوات' له، وكيل حليب وود. ورشحت الكنيسة تأثيرا في 'شاعر كاهن "ويلز والقومية الويلزية، RS توماس، لجائزة نوبل في الأدب عام 1996. الروائيين الويلزية الرائدة في القرن العشرين وتشمل ريتشارد روبرتس لويلين وكيت.
لقد عاش من الكتاب من جنسيات أخرى، وخاصة من دول الكومنولث، وجمهورية أيرلندا والولايات المتحدة، وعملت في المملكة المتحدة. أمثلة كبيرة على مر القرون وتشمل جوناثان سويفت، أوسكار وايلد، برام ستوكر، جورج برنارد شو، جوزيف كونراد، TS إليوت، عزرا باوند، ومؤخرا كتاب بريطاني ولدوا في الخارج مثل كازو ايشيجورو والسير سلمان رشدي.

### الموسيقى

البيتلز هي واحدة من أكثر الفرق الموسيقية نجاحاً تجارياً ونقدياً في تاريخ الموسيقى، وبيع أكثر من 600 مليون ألبوم على الصعيد الدولي.

أنماط مختلفة من الموسيقى الشعبية في المملكة المتحدة من الموسيقى الشعبية المحلية من إنجلترا وويلز واسكتلندا وأيرلندا الشمالية على المعادن الثقيلة. الملحنين بارزة من الموسيقى الكلاسيكية من المملكة المتحدة والدول التي سبقتها وتشمل وليام بيرد، هنري بورسيل، السير إدوارد إلغر، غوستاف هولست، السير آرثر سوليفان (الأكثر شهرة للعمل مع WS librettist السير جلبرت)، رالف فون وليامز وبنيامين بريتين، رائدة في الأوبرا البريطانية الحديثة. السير بيتر ماكسويل ديفيز هو واحد من الملحنين الذين يعيشون قبل كل شيء، وماجستير في الموسيقى الحالية للملكة. المملكة المتحدة هي أيضا موطن لذات الشهرة العالمية الأوركسترا السمفونية وجوقات مثل الأوركسترا السيمفونية بي بي سي، وجوقة لندن السمفونية. الموصلات بارزة تشمل السير سايمون راتل، Barbirolli جون والسير مالكولم سارجنت. بعض الملحنين فيلم درجة ملحوظة تشمل جون باري، كلينت مانسيل، مايك أولدفيلد، جون باول، ارمسترونغ كريج ديفيد أرنولد، جون مورفي، نورمان مونتي وهاري جريجسون ويليامز. جورج فريدريك هاندل، وعلى الرغم من مواليد الألمانية، المتجنس البريطانية وكتبت بعض من أفضل أعمال له، مثل المسيح، في اللغة الإنجليزية. أندرو لويد ويبر وحققت نجاحا تجاريا هائلا في جميع أنحاء العالم، وهو غزير ملحن من المسرح الموسيقي، والأشغال التي هيمنت على وست اند بلندن لعدد من السنوات، وسافرت إلى برودواي في نيويورك.
البيتلز لديها المبيعات الدولية من أكثر من مليار وحدة وهي الفرقة الأكثر مبيعا والأكثر تأثيرا في تاريخ الموسيقى الشعبية. أخرى المساهمين البريطانيين البارزين إلى أثرت الموسيقى الشعبية على مدى آخر 50 سنوات وتشمل، ورولينغ ستونز، ليد زيبلين، بينك فلويد، الملكة، وجيز النحلة، وإلتون جون، كل منهم لديهم مبيعات الرقم القياسي العالمي واسعة من 200 مليون أو أكثر من. وجوائز بريت هي جوائز BPI الموسيقية السنوية، وتشمل بعض من المتلقين البريطانية من المساهمة المتميزة في جائزة الموسيقى؛. منظمة الصحة العالمية، ديفيد باوي، اريك كلابتون، رود ستيوارت والشرطة. أكثر حداثة أعمال الموسيقى في المملكة المتحدة التي كان لها نجاح دولي تشمل كولدبلاي، راديوهيد، واحة، موسى، ون دايركشن، ليتل مكس، سبايس جيرلز، ايمي واينهاوس وأديل.
ومن المعروف أن عددا من مدن المملكة المتحدة لموسيقاهم. أعمال من ليفربول وكان أكثر عدد البياني المملكة المتحدة 1 ضرب الفردي للفرد الواحد (54) من أي مدينة أخرى في العالم. واعترف مساهمة غلاسكو للموسيقى في عام 2008 عندما سميت مدينة اليونسكو للموسيقى، واحدة من ثلاث مدن فقط في العالم على هذا الشرف.

### الفنون البصرية

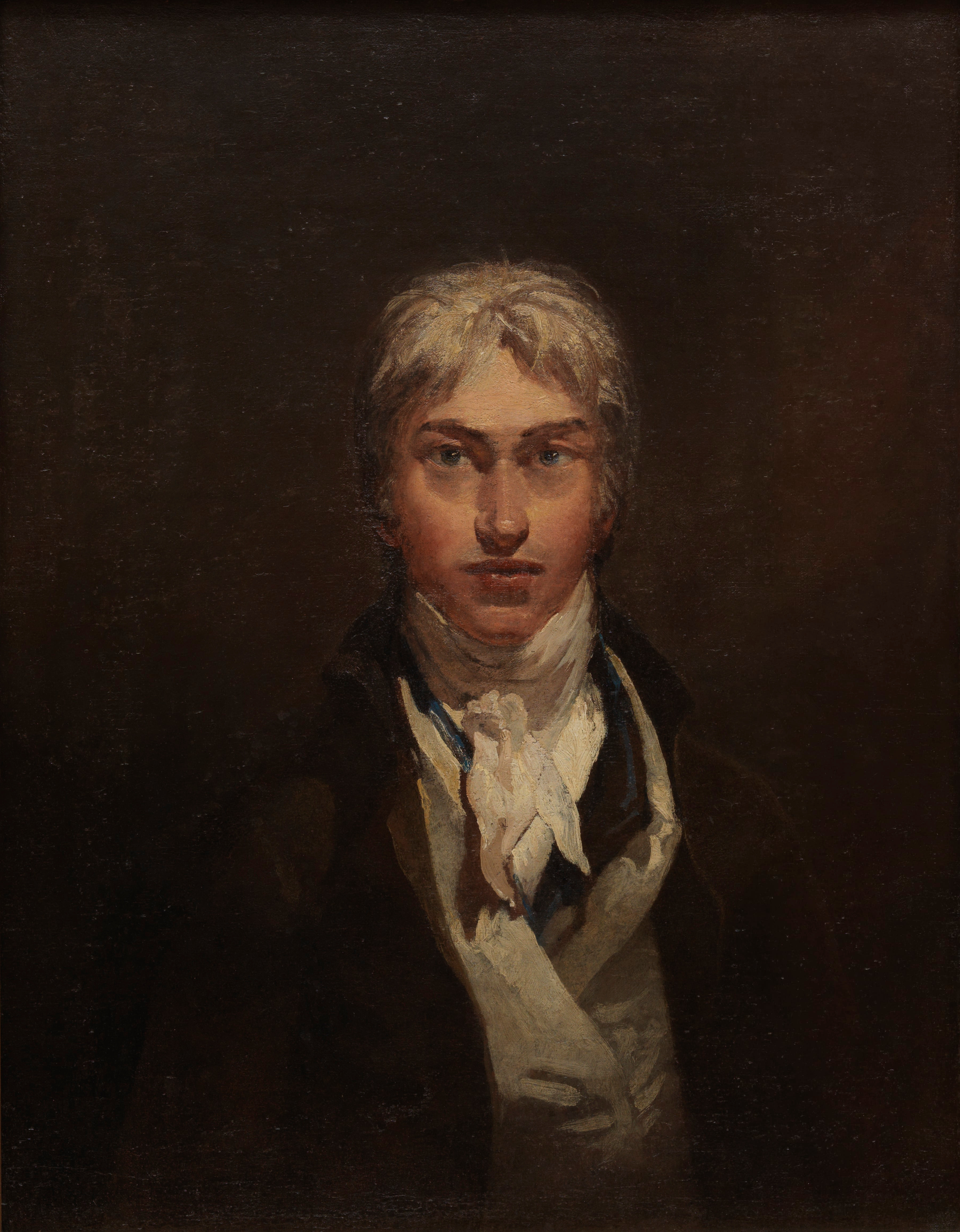
ج. م. دبليو تيرنر الصورة الذاتية، زيت على قماش، ج. 1799

في تاريخ الفنون البصرية البريطانية تشكل جزءا من تاريخ الفن الغربي. الفنانين البريطانيين الرئيسية ما يلي: الرومانسيون وليام بليك، جون كونستابل، وصموئيل بالمر جاي أم تيرنر، والرسامين صورة السير جوشوا رينولدز، وفرويد لوسيان، والمناظر الطبيعية الفنانين توماس غينزبورو وستيفن لوري، ورائد في الفنون والحرف حركة ويليام موريس، ورمزي رسام فرانسيس بيكون، والبوب الفنانين بيتر بليك وريتشارد هاميلتون وديفيد هوكني؛ التعاونية الثنائي جيلبرت وجورج، والفنان التجريدي هودجكين هوارد، والنحاتين أنتوني غورملي، أنيش كابور وهنري مور. خلال أواخر 1980s و1990s ساعد معرض ساتشي في لندن لجلب انتباه الرأي العام إلى مجموعة من الفنانين متعددة النوع الذي أصبح يعرف باسم «فنانين البريطانيين الشباب»: داميان هيرست، كريس أوفيلي، راشيل ايتريد، تريسي إمين، مارك والينغر، ستيف ماكوين، وسام تايلور وود والاخوة تشابمان هي من بين الأعضاء الأكثر شهرة لهذه الحركة المنبثقة.
الأكاديمية الملكية في لندن، وهي منظمة رئيسية لتعزيز الفنون البصرية في المملكة المتحدة. كبرى المدارس الفنية في المملكة المتحدة وتشمل: ستة المدرسة جامعة لندن للفنون، والذي يتضمن سنترال سانت مارتينز كلية للفنون والتصميم وتشيلسي كلية للفنون والتصميم، صاغة، جامعة لندن، ومدرسة سليد للفنون الجميلة (جزء من جامعة كوليدج في لندن)، ومدرسة غلاسكو للفنون، والكلية الملكية للفنون، ومدرسة روسكين الرسم والفنون الجميلة (جزء من جامعة أكسفورد). معهد كورتولد للفن هو مركز قيادة لتدريس تاريخ الفن. المعارض الفنية الهامة في المملكة المتحدة وتشمل المتحف الوطني، المتحف الوطني بالكاتب، بريطانيا تيت وتيت مودرن (الأكثر، وزار معرض الفنون الحديثة في العالم، مع نحو 4.7 مليون زائر في السنة).

### سينما

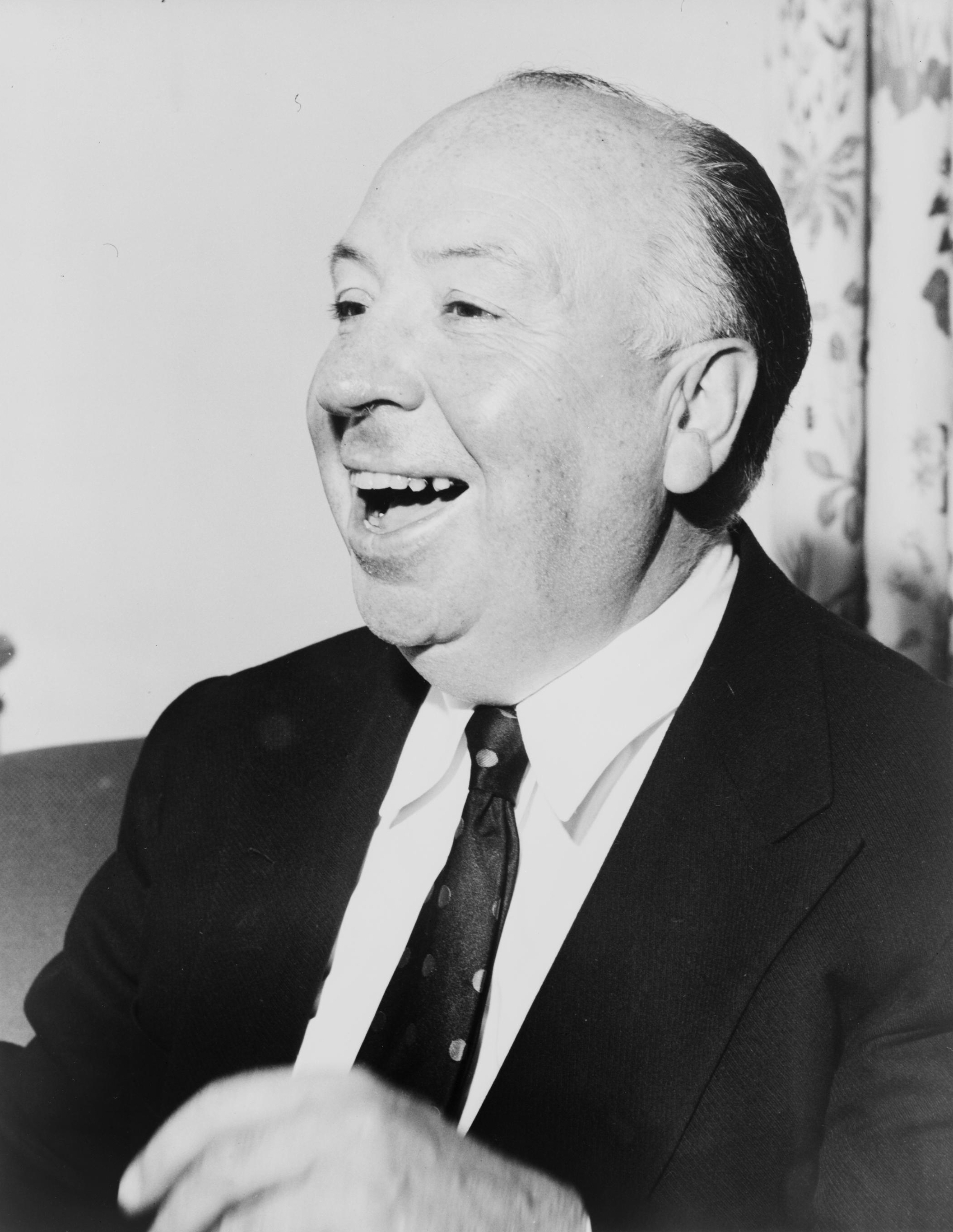
ألفريد هيتشكوك

وقد كان للمملكة المتحدة لها تأثير كبير على تاريخ السينما. مديري البريطاني ألفريد هيتشكوك وديفيد لين من بين الانتقادات اللاذعة الأهم من ذلك كله وقتا، مع مديري الهامة الأخرى بما في ذلك تشارلي شابلن، مايكل باول، كارول ريد وريدلي سكوت. الممثلين البريطانيين كثير شهرة عالمية والنجاح الحاسمة، بما في ذلك: جولي أندروز، ريتشارد بيرتون، مايكل كين، شارلي شابلن، شون كونري، فيفيان لي، ديفيد نيفن، لورنس أوليفييه، بيتر سيلرز وكيت وينسلت. وقد تم إنتاج بعض من أكثر الأفلام الناجحة تجاريا في كل العصور في المملكة المتحدة، بما في ذلك الامتيازات 2 الفيلم أعلى الإيرادات (هاري بوتر وجيمس بوند). إيلينغ استوديوهات له المطالبة إلى كونها الأقدم في استوديو سينمائي يعمل بشكل مستمر في العالم.
على الرغم من تاريخ طويل من إنتاج مهمة وناجحة، وكثيرا ما كانت هذه الصناعة التي تتميز الجدل حول هويتها ومستوى النفوذ الأميركي والأوروبي. الأفلام البريطانية العديد من الإنتاج المشترك مع المنتجين الأمريكي، وغالبا ما تستخدم على حد سواء الجهات البريطانية والأمريكية، والجهات الفاعلة البريطاني تتميز بانتظام في أفلام هوليوود. وقد وضعت العديد من أفلام هوليوود الناجحة في بريطانيا القصص، والناس أو الأحداث، بما في ذلك [[تيتانيك (فيلم 1997)|تيتانيك}}، وسيد الخواتم، [[قراصنة الكاريبي (سلسلة أفلام)|قراصنة الكاريبي}}، و"دورة اللغة الإنجليزية" من أفلام ديزني المتحركة والتي تشمل، أليس في بلاد العجائب، بيتر بان وروبن غطاء محرك السيارة.
في عام 2009 فيلم بريطاني حقق حوالي 2 مليار دولار في جميع أنحاء العالم، وحققت حصة في السوق تبلغ حوالي 7% على المستوى العالمي و17% في المملكة المتحدة. المملكة المتحدة شباك التذاكر الاستيلاء بلغت 944000000 £ في عام 2009، مع حوالي 173,000,000 القبول. وقد أنتجت المعهد البريطاني للأفلام على مرتبة استطلاع ما تعدّه من أعظم 100 فيلم بريطاني من كل وقت، وأعلى BFI 100 فيلم بريطاني. السنوي السينمائي جوائز الأكاديمية البريطانية، الذي استضافته الأكاديمية البريطانية للأفلام والفنون التلفزيونية، هي ما يعادل البريطانية من جوائز الأوسكار.

### وسائل الإعلام

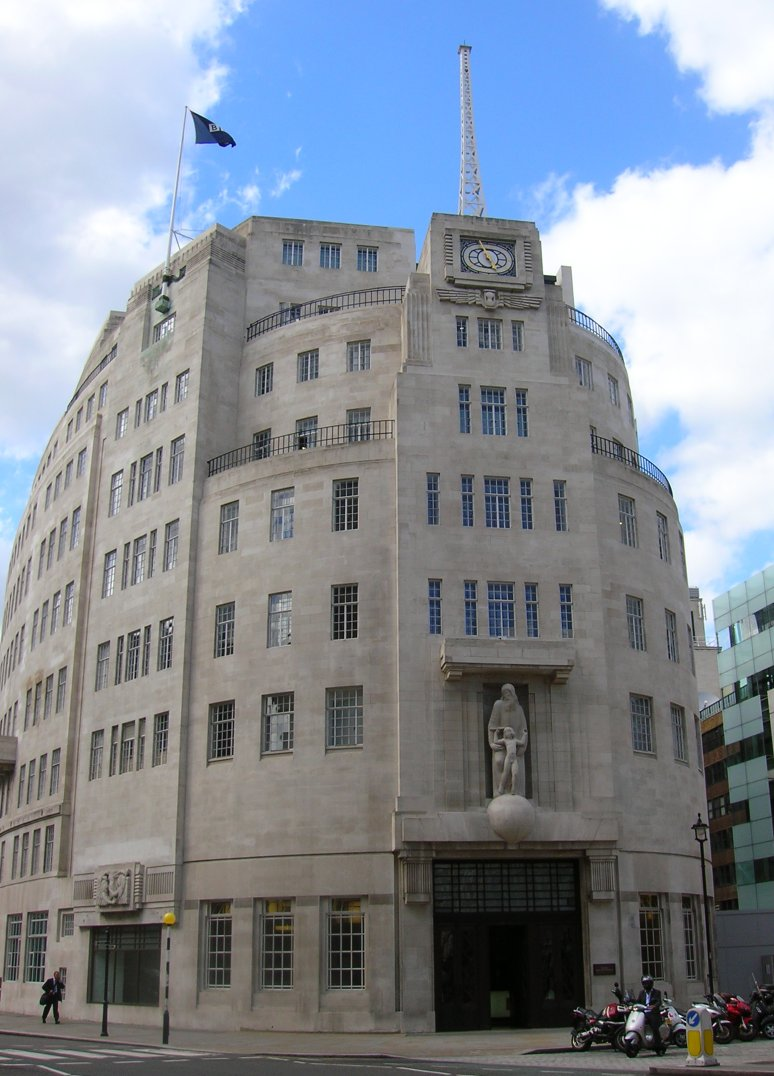
البث البيت، لندن، المقر الرئيسي لهيئة الإذاعة البريطانية

بي بي سي، التي تأسست في عام 1922، هو في المملكة المتحدة التي تمولها الحكومة الإذاعة والتلفزيون والإنترنت هيئة الإذاعة والتلفزيون، والإذاعة هي أقدم وأكبر في العالم. تعمل العديد من التلفزيون ومحطات الإذاعة في المملكة المتحدة والخارج، وخدماتها المحلية تمول من رخصة تلفزيون. الجهات الفاعلة الرئيسية الأخرى في وسائل الإعلام في المملكة المتحدة وتشمل ITV المجلس التشريعي البريطاني، التي تدير 11 من محطات البث التلفزيوني 15 الإقليمية التي تشكل شبكة ITV, ونيوز كوربوريشن، التي تمتلك عددا من الصحف الوطنية من خلال أخبار عالمية مثل الصحيفة الشعبية الأكثر شعبية الشمس وأطول الراسخة اليومية «القطع الكبير» ذي تايمز، وكذلك عقد حصة كبيرة في البث الفضائي سكاي التلفزيونية البريطانية. لندن تسيطر على قطاع الإعلام في المملكة المتحدة:. تستند إلى حد كبير الصحف الوطنية والإذاعة والتلفزيون هناك، على الرغم من أن مانشستر هو أيضا مهمة المركز الوطني للاعلام. ادنبره وغلاسكو، وكارديف، هي مراكز مهمة لإنتاج الصحف والإذاعة في اسكتلندا وويلز على التوالي. وقطاع النشر في المملكة المتحدة، بما في ذلك الكتب، والأدلة وقواعد البيانات والصحف والمجلات ووسائل الإعلام الأعمال التجارية، والصحف ووكالات الأنباء، لديها دوران مجتمعة من حوالي £ 20 مليار وتوظف حوالي 167000 نسمة.
في عام 2009 أشارت التقديرات إلى أن الأفراد الذين ينظر في المتوسط 3,75 ساعة من التلفاز يوميا و2،81 ساعة من الراديو. في تلك السنة بلغت الرئيسية بي بي سي الخدمة العامة قنوات البث ل28.4% المقدرة للجميع مشاهدة التلفزيون، وثلاث قنوات رئيسية مستقلة تمثل 29.5٪، والأقمار الصناعية ذات أهمية متزايدة وغيرها من القنوات الرقمية ل42.1% المتبقية. من المبيعات. وتراجعت الصحف منذ 1970s وفي عام 2009 42% من الناس عن قراءة الصحف اليومية الوطنية. وفي عام 2010 82.5% من سكان المملكة المتحدة ومستخدمي الإنترنت، وهي أعلى نسبة بين 20 بلدا مع عدد أكبر من إجمالي المستخدمين في في تلك السنة.

### الفلسفة
والمملكة المتحدة وتشتهر تقليد 'التجريبيه البريطانية، وهي فرع من فلسفة المعرفة التي تنص على أن المعرفة فقط التحقق من خبرة صالحة، و«الفلسفة الاسكتلندية، التي يشار إليها أحيانا باسم» مدرسة اسكتلندية من الحس السليم. أشهر الفلاسفة التجريبيه البريطانية جون لوك، جورج بيركلي و‌ديفيد هيوم، في حين دوجالد ستيوارت، توماس ريد ويليام هاملتون كانت الأسس الرئيسية لل«الحس السليم» الاسكتلندية المدرسة. اثنين من البريطانيين والملاحظ أيضا لنظرية المنفعة الفلسفة الأخلاقية، واستخدم لأول مرة من قبل جيرمي بنثام في وقت لاحق من قبل جون ستيوارت ميل في النفعية عمله قصيرة. الفلاسفة البارزين أخرى من المملكة المتحدة والنقابات والبلدان التي سبقتها وتشمل المطالبون scotus، Lilburne جون، ماري وولستونكرافت، السير فرانسيس بيكون، آدم سميث، توماس هوبز، ويليام أوف أكهام، بيرتراند راسل، وAJ «فريدي» آير. المولودين في الخارج الفلاسفة الذين استقروا في المملكة المتحدة وتشمل أشعيا برلين، كارل ماركس، كارل بوبر وودفيج فيتجنشتاين.

### الرياضة

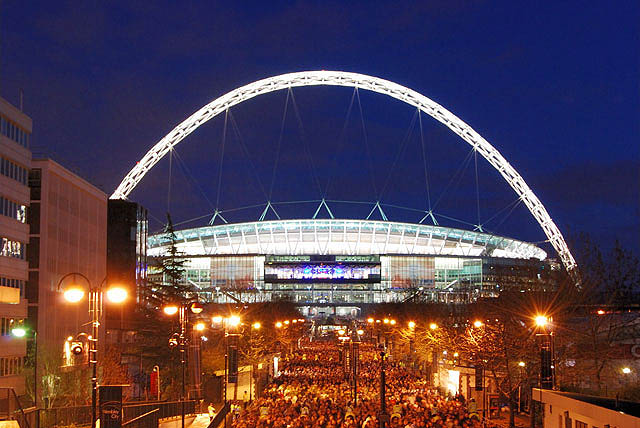
ملعب ويمبلي، لندن: واحد من اغلى الملاعب التي بنيت من أي وقت مضى

كل من الأمم الصفحة الرئيسية لديها قناعاتها نظام الجمعيات، والمنتخب الوطني والدوري المحلي لكرة القدم، على الرغم من النوادي القليلة اللعب خارج نظم بلادهم الخاصة لمجموعة متنوعة من الأسباب التاريخية واللوجستي. انكلترا واسكتلندا وويلز وأيرلندا الشمالية على المنافسة، دول منفصلة في المنافسة الدولية، ونتيجة لذلك، وبريطانيا العظمى سابقا لا تنافس كفريق واحد في أحداث كرة القدم في دورة الألعاب الأولمبية. تم تجميع بريطانيا العظمى فريق كرة القدم الأولمبي على تنافس في ألعاب لندن الأولمبية لعام 2012 من قبل اتحاد كرة القدم. والاسكتلندية والويلزية والأيرلندية الشمالية لكرة القدم رفض المشاركة، خشية ان يؤدي إلى تقويض وضعهم المستقل - وهو خوف تؤكده سيب بلاتر رئيس الفيفا.

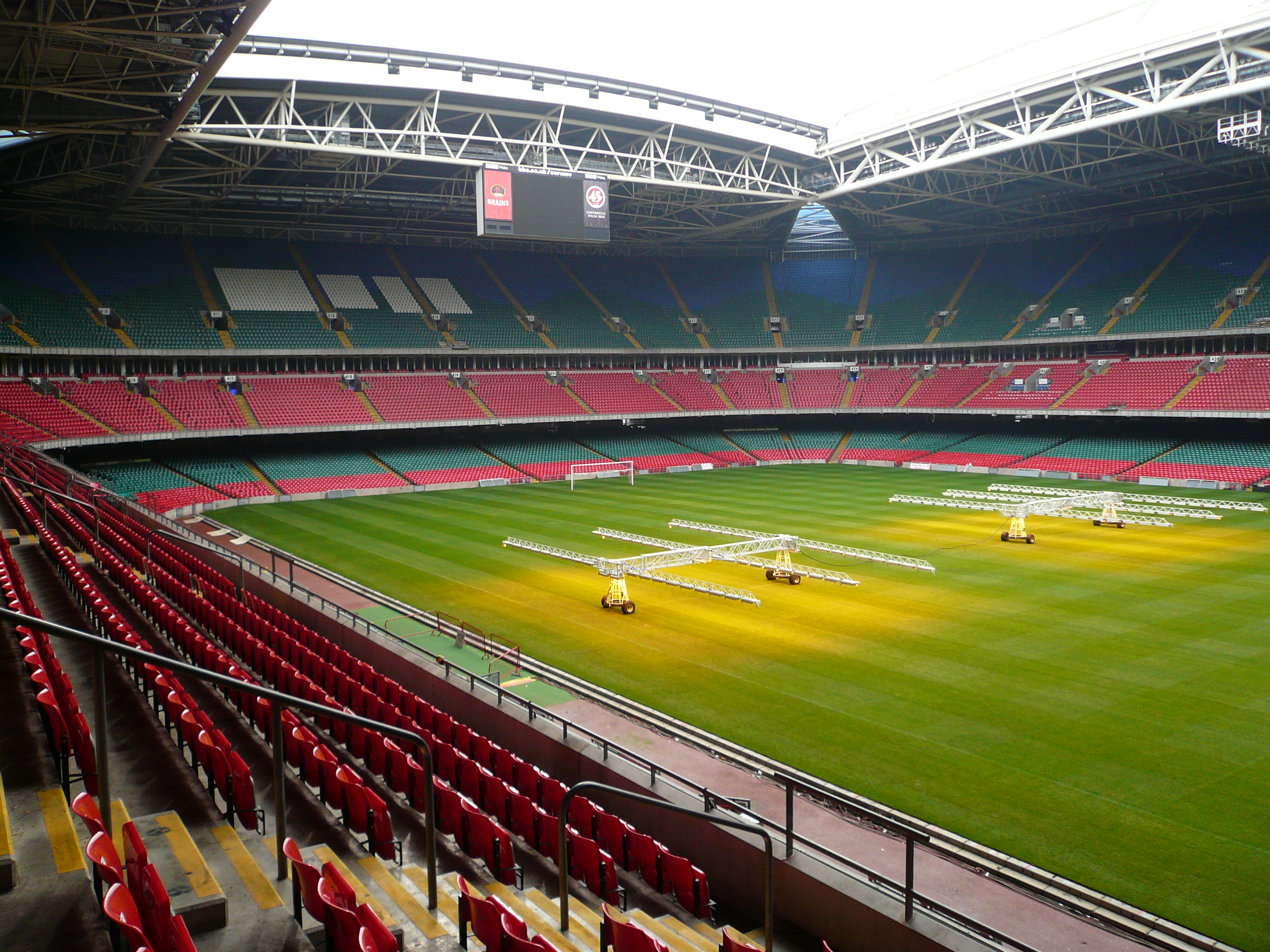
في ملعب الألفية، كارديف، فتح باب 1999 كأس العالم للرغبي

اخترع لعبة الكريكيت في إنجلترا. فريق الكريكيت انكلترا، والتي تسيطر عليها إنجلترا وويلز مجلس الكريكيت، هو الفريق الوحيد الوطنية في المملكة المتحدة مع حالة اختبار. وينتمي أعضاء الفريق من الجانبين مقاطعة الرئيسية، وتشمل كلا من لاعبي الإنجليزية والويلزية. لعبة الكريكيت يختلف من حيث كرة القدم والركبي ويلز وإنجلترا الفرق الميدانية وطنية منفصلة، على الرغم من أن ويلز كان قد أوفد فريق الخاص بها في الماضي. لقد لعبت لاعبين الأيرلندية والاسكتلندية لإنجلترا لأن أيا اسكتلندا أيرلندا ولا تتمتع بمركز الاختبار ولقد بدأت مؤخرا فقط للعب في مسابقات دولية ليوم واحد. اسكتلندا، بريطانيا (ويلز)، وأيرلندا لديها (بما في ذلك أيرلندا الشمالية) وتنافس في كأس العالم للكريكيت، مع إنجلترا الوصول إلى نهائيات كأس العالم في ثلاث مناسبات. هناك بطولة دوري المحترفين في الأندية التي تمثل 17 محافظة الإنجليزية و1 مقاطعة الويلزية تنافس. دوري الرجبي هي الرياضة الشعبية في بعض المناطق في المملكة المتحدة. كان مصدره في هدرسفيلد ويتم لعب عمومًا في شمال بريطانيا. وحيد «بريطانيا العظمى ليونز» الفريق كان قد شارك في كأس العالم للرجبي الجامعة والألعاب مباراة الاختبار، ولكن هذا الموقف تغير في عام 2008 عندما انكلترا واسكتلندا وأيرلندا وتنافس على أنها منفصلة الأمم. لا تزال بريطانيا العظمى كما يتم الاحتفاظ المنتخب الوطني الكامل لجولات رماد ضد أستراليا ونيوزيلندا وفرنسا. دوري السوبر هو أعلى مستوى من دوري الرجبي المهنية في المملكة المتحدة وأوروبا. وتتكون من 11 فريقا من شمال إنجلترا، 1 من لندن، 1 من ويلز، و1 من فرنسا.
بطولة الدول الست، لعبت بين الأمم الصفحة الرئيسية، فضلا عن إيطاليا وفرنسا، هو رئيس الوزراء البطولة الدولية اتحاد الركبي في نصف الكرة الشمالي. الهيئات الرياضية التي تنظم في انكلترا واسكتلندا وويلز وأيرلندا وتنظيم وتنظيم لعبة على حدة. كل دولة لديها فريق دولي رفيعي المستوى. ويتم منح أي من الأمم الصفحة الرئيسية للتغلب على الثلاثة الآخرين في هذه البطولة على التاج الثلاثي.

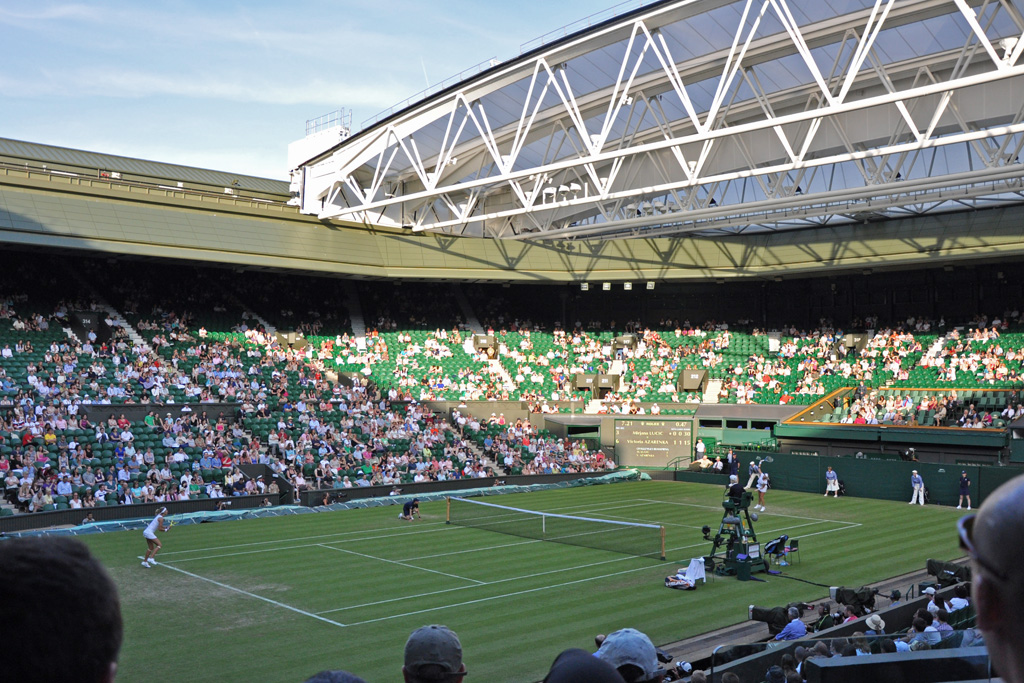
في بطولة ويمبلدون بطولات، وهو البطولات الاربع الكبرى تقام بطولة للتنس، في ويمبلدون، لندن شهر يونيو من كل أو يوليو

لعبة التنس نشأت أولا في مدينة برمنغهام بين 1859 و1865. والبطولات، ويمبلدون للتنس هي الأحداث الدولية التي عقدت في ويمبلدون في جنوب لندن كل صيف، وتعدّ الحدث الأكثر شهرة في تقويم كرة المضرب العالمية. السنوكر هي واحدة من صادرات المملكة المتحدة الرياضية شعبية، مع بطولة العالم التي تقام سنويا في شيفيلد. في كرة القدم الشمالية الغالية أيرلندا والقاء هي الفرق الرياضية الشعبية، سواء من حيث المشاركة وspectating، والمغتربين الأيرلندية في جميع أنحاء المملكة المتحدة والولايات المتحدة أيضا أن تلعب بها. Shinty (أو camanachd) بشعبية واسعة في المرتفعات الاسكتلندية.
سباق الهجن الأصيلة، والتي نشأت تحت تشارلز الثاني من إنجلترا باسم «رياضة الملوك»، تحظى بشعبية في جميع أنحاء المملكة المتحدة مع العالم الشهير السباقات بما في ذلك الوطني الكبير، ودربي إبسوم، رويال أسكوت والوطني شلتنهام هانت مهرجان (بما في ذلك الذهب شلتنهام كأس العالم). أثبت نجاحا في المملكة المتحدة على الساحة الرياضية الدولية في التجديف. الغولف هي الرياضة الأكثر شعبية 6، عن طريق المشاركة، في المملكة المتحدة. على الرغم من أن النادي الملكي للغولف والقديمة من سانت اندروز في اسكتلندا هو بطبيعة الحال هذه الرياضة على أرضه، دورة الأقدم في العالم للجولف هو في الواقع دورة Musselburgh خيارات 'جولف قديم.
هناك علاقة وثيقة مع رياضة السيارات في المملكة المتحدة. وتقوم العديد من الفرق والسائقين في الفورمولا واحد (F1) في المملكة المتحدة، والسائقين من بريطانيا قد فاز ببطولة العالم أكثر من أي بلد آخر. عقدت في الموقع الحالي للسباق الجائزة الكبرى البريطاني في المملكة المتحدة استضافت أول F1 سباق الجائزة الكبرى في عام 1950 على حلبة سيلفرستون، في كل عام في شهر يوليو. يستضيف البلد أيضا الساقين من بطولة العالم للراليات لديها، وسيارة سياحية خاصة بطولة السباق، وسيارات السياحية البريطانية البطولة (BTCC).

### الرموز

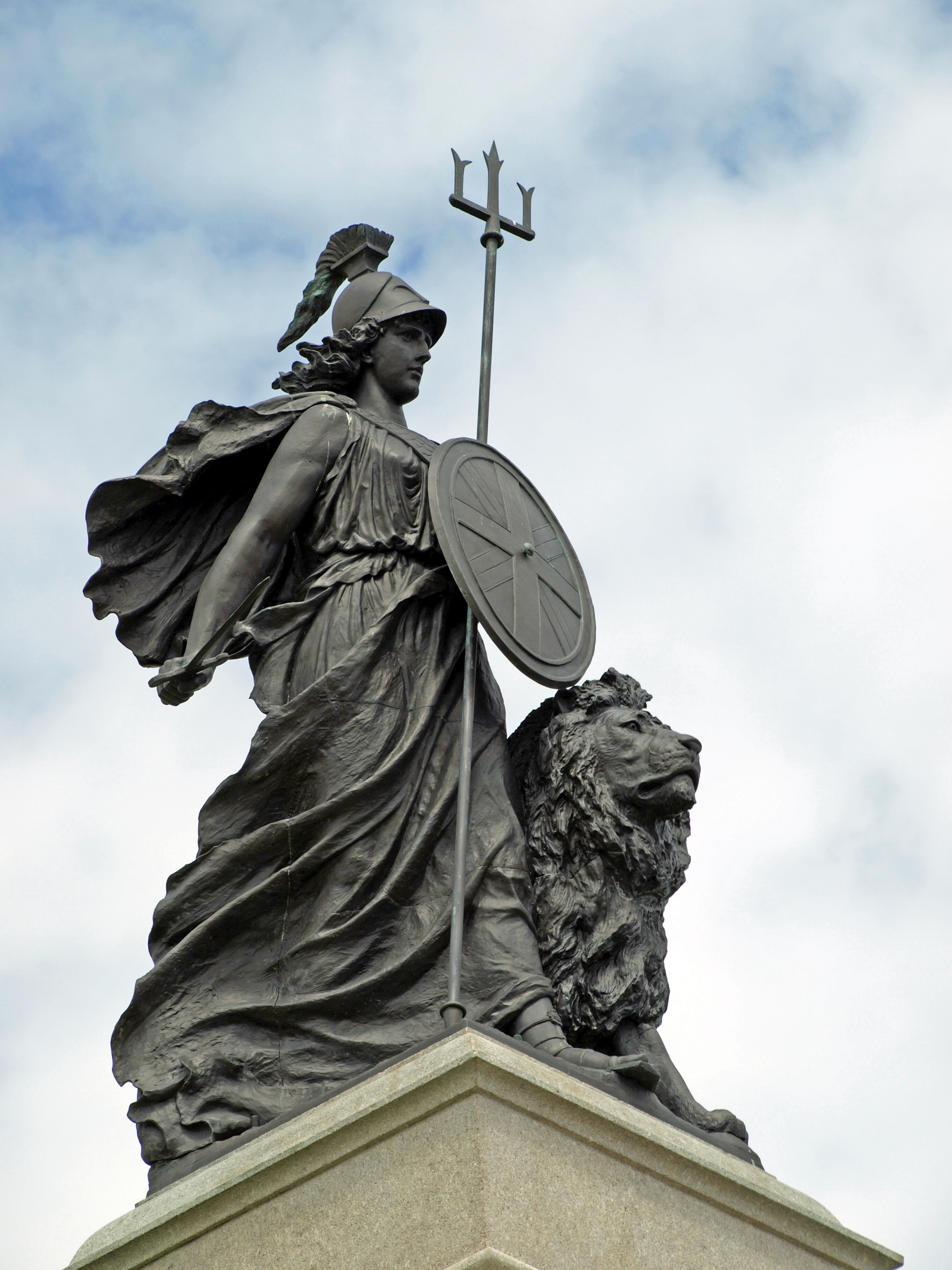
تمثال بريتانيا في بليموث. بريتانيا هو تجسيد الوطنية من المملكة المتحدة.

علم المملكة المتحدة هو علم الاتحاد (كما يشار إليه بلقب «يونيون جاك» أو «جاك الاتحاد»). وقد أنشئت لأول مرة في عام 1606 من قبل التراكب للعلم إنجلترا على علم اسكتلندا وتحديثها في عام 1801 مع إضافة علم القديس باتريك. ليست ممثلة في ويلز علم الاتحاد على النحو الذي غزا ويلز وضمتها إلى انكلترا قبل تشكيل المملكة المتحدة؛. لم إمكانية إعادة تصميم علم الاتحاد ليشمل التمثيل ويلز استبعاده تماما. وطنية النشيد الوطني للمملكة المتحدة هو «حفظ الله الملك»، مع «الملك» بعبارة «الملكة» في كلمات كلما العاهل امرأة.
بريتانيا هو تجسيد الوطنية في المملكة المتحدة، والتي تنشأ من بريطانيا الروماني. يرمز بريتانيا كامرأة شابة مع الشعر البني أو الذهبي يرتدي خوذة كورنثية والجلباب الأبيض. فهي حاصلة بوسيدون في ثلاثة محاور ترايدنت ودرع، واضعا علم الاتحاد. أحيانا يتم تصوير المرأة على أنها تركب على ظهر أسد. في ومنذ ذروة الإمبراطورية البريطانية، وكثيرا ما بريتانيا المرتبطة هيمنة البحرية، كما هو الحال في وطني أغنية «القاعدة، بريتانيا!». حتى عام 2008، ويصور رمزا الأسد وراء بريتانيا على العملة البريطانية 50 بنسا، وعلى الجهة الخلفية للعملة البريطانية بنس 10. كما أنها تستخدم كرمز على العلم غير الاحتفالية في الجيش البريطاني. ويستخدم في بعض الأحيان بلدغ كرمز للمملكة المتحدة وارتبط مع تحد ونستون تشرشل من ألمانيا النازية.

## الملاحظات
1. ↑  قياس المساحة القياسي للمكتب الوطني للإحصاء، "المساحة التي تعني المد العالي". باستثناء ملحقات التاج البريطاني وأقاليم ما وراء البحار البريطانية.
2. ↑  تُصنف اللغات الاسكتلندية، ولغة أولستر الاسكتلندية، والويلزية، والكورنية، والغيلية الاسكتلندية، والأيرلندية كلغات إقليمية أو أقلية بموجب الميثاق الأوروبي للغات الإقليمية أو الأقلية الصادر عن مجلس أوروبا.[2] ويشمل ذلك التزامات محددة لتعزيز هذه اللغات.[3][4][5] انظر أيضًا لغات المملكة المتحدة. تتمتع اللغة الويلزية بمكانة رسمية محدودة في ويلز، وكذلك في توفير الخدمات الحكومية الوطنية المقدمة لويلز.
3. ↑  أجرت اسكتلندا تعدادها السكاني بعد عام من إنجلترا وويلز وأيرلندا الشمالية بسبب جائحة كوفيد-19. ونتيجةً لذلك، فإن البيانات المعروضة تعود لعامين منفصلين.
4. ↑  على الرغم من أن المملكة المتحدة كانت تُرى تقليديًا كدولة وحدوية، إلا أن الوصف البديل للمملكة المتحدة باعتبارها "دولة اتحادية"، الذي طرحه، من بين آخرين، فيرنون بوجدانور،[12] ي أصبح مؤثرًا بشكل متزايد منذ اعتماد اللامركزية في التسعينيات.[13] ويُنظر إلى الدولة الاتحادية على أنها تختلف عن الدولة الموحدة في أنها بينما تحتفظ بسلطة مركزية فإنها تعترف أيضًا بسلطة الحقوق التاريخية والبنى التحتية لأجزائها المكونة.[14]
5. ↑  سجل تعداد عام 2011 الغجر والرحّل كمجموعة عرقية منفصلة لأول مرة.
6. ↑  في تعداد عام 2011، لغرض تنسيق النتائج لجعلها قابلة للمقارنة في جميع أنحاء المملكة المتحدة، شمل مكتب الإحصاءات الوطنية في الإحصاء الأفراد في اسكتلندا الذين صنفوا أنفسهم في فئة "الأفارقة" (29638 شخصًا)، وهذا العدد منفصل في التعداد الإسكتلندي عن "الكاريبي أو الأسود" (6540 شخصًا)،[194] وفئة "أسود أو بريطاني أسود". يشير مكتب الإحصاءات الوطنية إلى أن "الفئات الأفريقية المستخدمة في اسكتلندا يمكن أن تضم الهويات البيضاء/الآسيوية/الأفريقية الأخرى بالإضافة إلى الهويات السوداء".[195]

## وصلات خارجية
- الموقع الرسمي للملكية البريطانية (بالإنجليزية)
- الموقع الرسمي لحكومة المملكة المتحدة (بالإنجليزية)
- أعضاء مجلس رئاسة الوزراء (بالإنجليزية)
- الكتاب السنوي للمملكة المتحدة (إحصائيات) (بالإنجليزية)
- «بلدان ضمن بلد» من الموقع الرسمي لرئيس الوزراء البريطاني (بالإنجليزية)

الحكومة
- الموقع الرسمي لحكومة جلالتها (بالإنجليزية)
- الموقع الرسمي للعائلة المالكة (بالإنجليزية)
- الكتاب السنوي الرسمي للملكة المتحدة (إحصائيات)[وصلة مكسورة]
- الموقع الرسمي لمكتب رئيس الوزراء البريطاني (بالإنجليزية)

معلومات عامة
- United Kingdom  على كتاب حقائق العالم
- المملكة المتحدة من UCB Libraries GovPubs
- المملكة المتحدة على مشروع الدليل المفتوح
- أطلس ويكيميديا حول United Kingdom
- معلومات جغرافية متعلقة بالمملكة المتحدة على خريطة الشارع المفتوح
- Key Development Forecasts for the United Kingdom from International Futures

السفر
- الدليل السياحي الرسمي إلى بريطانيا (بالإنجليزية)